# 日本のテレビアニメ作品一覧 (2020年代 前半)
- アニメ > テレビアニメ > 日本のテレビアニメ作品一覧 > 日本のテレビアニメ作品一覧 (2020年代 前半)
- アニメ > アニメ作品一覧 > 日本のテレビアニメ作品一覧 > 日本のテレビアニメ作品一覧 (2020年代 前半)

日本のテレビアニメ作品一覧 (2020年代 前半)（にほんのテレビアニメさくひんいちらん (2020ねんだい ぜんはん)）は、2020年から2024年に放送された日本のテレビアニメ作品一覧。

## 2020年（令和2年）

### 2020年 1月 - 3月
| 開始日 - 終了日        | 作品名                                           | 制作会社                            | 主放送局・系列                | 話数   |
| ---------------------- | ------------------------------------------------ | ----------------------------------- | ----------------------------- | ------ |
| 1月3日 - 3月27日       | 恋する小惑星                                     | 動画工房                            | AT-X、TOKYO MXほか            | 全12話 |
| 1月4日 - 3月21日       | ダーウィンズゲーム                               | Nexus                               | TOKYO MX、AT-Xほか            | 全11話 |
| 1月4日 - 3月28日       | へんたつ                                         | irodori                             | TOKYO MX、BS11ほか            | 全12話 |
| 1月5日 - 3月29日       | マギアレコード 魔法少女まどか☆マギカ外伝         | シャフト                            | TOKYO MX、AT-Xほか            | 全13話 |
| 1月5日 - 3月22日       | 八十亀ちゃんかんさつにっき 2さつめ               | サエッタ                            | TOKYO MX、TVA、AT-X           | 全12話 |
| 1月5日 - 2021年6月23日 | りばあす                                         | ライデンフィルム                    | TOKYO MX                      | 全49話 |
| 1月6日 - 3月23日       | ID：INVADED イド：インヴェイデッド               | NAZ                                 | TOKYO MX、AT-Xほか            | 全13話 |
| 1月6日 - 3月23日       | 映像研には手を出すな!                            | サイエンスSARU                      | NHK総合                       | 全12話 |
| 1月6日 - 2月24日       | おーばーふろぉ                                   | studio HōKIBOSHI                    | TOKYO MX                      | 全8話  |
| 1月6日 - 3月30日       | pet                                              | ジェノスタジオ                      | TOKYO MXほか                  | 全13話 |
| 1月6日 - 3月23日       | へやキャン△                                      | C-Station                           | AT-X、TOKYO MX、BS11、YBS     | 全12話 |
| 1月6日 - 12月15日      | まるまるマヌル                                   | 勝鬨スタジオ                        | BS日テレ                      | 全50話 |
| 1月7日 - 3月24日       | なつなぐ!                                        | IMAGICA Lab.                        | TOKYO MX、RKK                 | 全12話 |
| 1月7日 - 5月26日       | ブレーカーズ                                     | NHKエンタープライズ                 | NHK Eテレ                     | 全16話 |
| 1月7日 - 3月31日       | 魔術士オーフェンはぐれ旅                         | スタジオディーン                    | AT-X、BSフジ、TOKYO MX、WOWOW | 全13話 |
| 1月7日 - 3月24日       | 群れなせ!シートン学園                            | Studio五組                          | TOKYO MXほか                  | 全12話 |
| 1月8日 - 3月25日       | 痛いのは嫌なので防御力に極振りしたいと思います。 | SILVER LINK.                        | AT-X、TOKYO MXほか            | 全12話 |
| 1月8日 - 4月15日       | number24                                         | ピー・アール・エー                  | TOKYO MX、AT-Xほか            | 全12話 |
| 1月9日 - 4月16日       | インフィニット・デンドログラム                   | NAZ                                 | AT-X、TOKYO MXほか            | 全13話 |
| 1月9日 - 3月26日       | 空挺ドラゴンズ                                   | ポリゴン・ピクチュアズ              | CX                            | 全12話 |
| 1月9日 - 3月26日       | SHOW BY ROCK!!ましゅまいれっしゅ!!               | キネマシトラス                      | TOKYO MX、AT-Xほか            | 全12話 |
| 1月9日 - 3月26日       | ネコぱら                                         | FelixFilm                           | AT-X、TOKYO MX、BS11          | 全12話 |
| 1月9日 - 6月4日        | はてな☆イリュージョン                            | Children's Playground Entertainment | BS日テレ、MBS、TOKYO MX       | 全12話 |
| 1月9日 - 6月25日       | プランダラ                                       | GEEKTOYS                            | TOKYO MX、AT-Xほか            | 全24話 |
| 1月9日 - 3月26日       | 宝石商リチャード氏の謎鑑定                       | 朱夏                                | AT-X、TOKYO MXほか            | 全12話 |
| 1月10日 - 3月20日      | うちタマ?! 〜うちのタマ知りませんか?〜           | MAPPA、ラパントラック               | CX                            | 全11話 |
| 1月10日 - 3月27日      | 推しが武道館いってくれたら死ぬ                   | エイトビット                        | TBS                           | 全12話 |
| 1月10日 - 3月27日      | 地縛少年花子くん                                 | Lerche                              | TBS                           | 全12話 |
| 1月10日 - 3月27日      | ソマリと森の神様                                 | サテライト、HORNETS                 | TOKYO MX、BS日テレ            | 全12話 |
| 1月10日 - 9月25日      | とある科学の超電磁砲T                            | J.C.STAFF                           | AT-X、TOKYO MXほか            | 全25話 |
| 1月11日 - 3月28日      | 異種族レビュアーズ                               | パッショーネ                        | AT-Xほか                      | 全12話 |
| 1月11日 - 3月28日      | 織田シナモン信長                                 | スタジオ サインポスト               | TX、AT-Xほか                  | 全12話 |
| 1月11日 - 6月20日      | ケンガンアシュラ                                 | LARX ENTERTAINMENT                  | TOKYO MXほか                  | 全24話 |
| 1月11日 - 3月28日      | 22/7                                             | A-1 Pictures                        | TOKYO MXほか                  | 全12話 |
| 1月11日 - 4月4日       | ハイキュー!! TO THE TOP（第1クール）             | Production I.G                      | MBS                           | 全13話 |
| 1月11日 - 3月28日      | ぼくのとなりに暗黒破壊神がいます。               | EMTスクエアード                     | AT-X、TOKYO MX、SUN、BSフジ   | 全12話 |
| 1月11日 - 3月28日      | ランウェイで笑って                               | Ezo'la                              | MBS                           | 全12話 |
| 1月11日 - 3月28日      | 理系が恋に落ちたので証明してみた。               | ゼロジー                            | TOKYO MXほか                  | 全12話 |
| 1月12日 - 3月29日      | 虚構推理                                         | ブレインズ・ベース                  | EX、AT-Xほか                  | 全12話 |
| 1月13日 - 3月30日      | ARP Backstage Pass                               | ダイナモピクチャーズ                | TOKYO MX、BS11、J:COM         | 全10話 |
| 1月13日 - 3月30日      | ドロヘドロ                                       | MAPPA                               | TOKYO MXほか                  | 全12話 |
| 1月14日 - 6月23日      | A3! SEASON SPRING & SUMMER                       | P.A.WORKS、Studio 3Hz               | TOKYO MXほか                  | 全12話 |
| 1月14日 - 3月31日      | 7SEEDS（第1期）                                  | GONZO                               | TOKYO MXほか                  | 全12話 |
| 1月15日 - 4月1日       | 異世界かるてっと2                                | スタジオぷYUKAI                     | TOKYO MX、AT-Xほか            | 全12話 |
| 1月23日 - 4月23日      | BanG Dream! 3rd Season                           | サンジゲン                          | TOKYO MX、AT-Xほか            | 全13話 |
| 2月2日 - 2021年2月21日 | ヒーリングっど♥プリキュア                        | 東映アニメーション                  | ABC・EXほか                   | 全45話 |
| 3月2日 - 3月6日        | 大家さんと僕（第1期）                            | ファンワークス                      | NHK総合                       | 全5話  |
| 3月28日 - 4月4日       | ロノー先生の悪魔な神授業                         | Lay-duce                            | MBS                           | 全3話  |

1. ↑  月刊ブシロードTV内での放送

### 2020年 4月 - 6月
| 開始日 - 終了日         | 作品名                                                             | 制作会社                                                         | 主放送局・系列                    | 話数    |
| ----------------------- | ------------------------------------------------------------------ | ---------------------------------------------------------------- | --------------------------------- | ------- |
| 4月1日 - 6月17日        | 球詠                                                               | studio A-CAT                                                     | AT-X、TOKYO MX、NBNほか           | 全12話  |
| 4月2日 - 6月18日        | かくしごと                                                         | 亜細亜堂                                                         | BS日テレ、AT-X、TOKYO MX、SUN     | 全12話  |
| 4月2日 - 6月25日        | 神之塔 -Tower of God-                                              | テレコム・アニメーションフィルム                                 | TOKYO MX、BS11ほか                | 全13話  |
| 4月2日 - 2022年3月24日  | のりものまん モービルランドのカークン                              | CloverWorks                                                      | NHK Eテレ                         | 全104話 |
| 4月2日 - 6月18日        | 八男って、それはないでしょう!                                      | シンエイ動画                                                     | AT-X、TOKYO MX、BS11、J:COM       | 全12話  |
| 4月3日 - 6月19日        | 新サクラ大戦 the Animation                                         | サンジゲン                                                       | TOKYO MX、BS11ほか                | 全12話  |
| 4月4日 - 6月27日        | アサティール 未来の昔ばなし                                        | 東映アニメーション                                               | J：COM                            | 全13話  |
| 4月4日 - 6月20日        | アルテ                                                             | Seven Arcs                                                       | TOKYO MX、BSフジほか              | 全12話  |
| 4月4日 - 6月27日        | おしりたんてい（第4期）                                            | 東映アニメーション                                               | NHK Eテレ                         | 全13話  |
| 4月4日 - 6月20日        | 波よ聞いてくれ                                                     | サンライズ                                                       | MBS                               | 全12話  |
| 4月4日 - 8月8日         | 文豪とアルケミスト 〜審判ノ歯車〜                                  | OLM                                                              | TX                                | 全13話  |
| 4月4日 - 11月7日        | メジャーセカンド（第2期）                                          | OLM                                                              | NHK Eテレ                         | 全25話  |
| 4月4日 - 2022年3月27日  | 遊☆戯☆王SEVENS                                                     | ブリッジ                                                         | TX                                | 全92話  |
| 4月4日 - 6月20日        | LISTENERS リスナーズ                                               | MAPPA                                                            | MBS                               | 全13話  |
| 4月5日 - 12月27日       | アイドリッシュセブン Second BEAT!                                  | TROYCA                                                           | TOKYO MX、BS11ほか                | 全15話  |
| 4月5日 - 6月21日        | イエスタデイをうたって                                             | 動画工房                                                         | EX                                | 全12話  |
| 4月5日 - 6月21日        | 乙女ゲームの破滅フラグしかない悪役令嬢に転生してしまった…          | SILVER LINK.                                                     | TOKYO MX、BS11、MBSほか           | 全12話  |
| 4月5日 - 12月20日       | ギャルと恐竜（実写+アニメ）                                        | スペースネコカンパニー、神風動画                                 | TOKYO MX、BS11、ANIMAXほか        | 全12話  |
| 4月5日 - 6月28日        | グレイプニル                                                       | PINE JAM                                                         | TOKYO MX、AT-X、BS11ほか          | 全13話  |
| 4月5日 - 6月28日        | 社長、バトルの時間です!                                            | C2C                                                              | AT-X、TOKYO MX、BS日テレほか      | 全12話  |
| 4月5日 - 6月21日        | 継つぐもも                                                         | ゼロジー                                                         | AT-X、TOKYO MX、BSフジ、CTV       | 全12話  |
| 4月5日 - 2021年9月26日  | デジモンアドベンチャー:                                            | 東映アニメーション                                               | CX                                | 全67話  |
| 4月5日 - 2021年3月28日  | デュエル・マスターズ キング                                        | ブレインズ・ベース、小学館ミュージック&デジタル エンタテイメント | TX                                | 全47話  |
| 4月5日 - 2021年3月28日  | トミカ絆合体 アースグランナー                                      | OLM TEAM INOUE                                                   | TVO                               | 全51話  |
| 4月5日 - 6月21日        | 本好きの下剋上 司書になるためには手段を選んでいられません（第2期） | 亜細亜堂                                                         | ABC、WOWOWプライム、BSフジほか    | 全12話  |
| 4月5日 - 2021年4月4日   | ミュークルドリーミー                                               | J.C.STAFF                                                        | TX                                | 全48話  |
| 4月5日 - 11月8日        | もっと!まじめにふまじめ かいけつゾロリ                             | BN Pictures、亜細亜堂                                            | NHK Eテレ                         | 全25話  |
| 4月6日 - 12月28日       | あの世のすべては、おばけぐみっ!                                    | ステラプロモーション                                             | CTV                               | 全39話  |
| 4月6日 - 5月25日        | 俺の指で乱れろ。〜閉店後二人きりのサロンで…〜                      | マジックバス                                                     | TOKYO MX                          | 全8話   |
| 4月6日 - 2021年3月29日  | ガル学。～聖ガールズスクエア学院～                                 | OLM Team KATO、WIT STUDIO                                        | TX                                | 全50話  |
| 4月6日 - 2021年10月18日 | キングダム（第3シリーズ）                                          | ぴえろ、スタジオ サインポスト                                    | NHK総合                           | 全26話  |
| 4月6日 - 6月22日        | 邪神ちゃんドロップキック'                                          | ノーマッド                                                       | TOKYO MX、BSフジ、UHBほか         | 全12話  |
| 4月6日 - 6月22日        | 白猫プロジェクト ZERO CHRONICLE                                    | project No.9                                                     | AT-X、TOKYO MXほか                | 全12話  |
| 4月6日 - 2021年3月15日  | ぽっこりーず                                                       | 勝鬨スタジオ                                                     | BS日テレ                          | 全50話  |
| 4月7日 - 2021年3月23日  | シャドウバース                                                     | ZEXCS                                                            | TX                                | 全48話  |
| 4月7日 - 6月30日        | プリンセスコネクト! Re:Dive                                        | CygamesPictures                                                  | TOKYO MX、BS11、WOWOWプライムほか | 全13話  |
| 4月7日 - 9月22日        | フルーツバスケット（第2作 2nd season）                             | トムス・エンタテインメント                                       | TX                                | 全25話  |
| 4月7日 - 9月22日        | 放課後ていぼう日誌                                                 | 動画工房                                                         | AT-X、TOKYO MX、BS11ほか          | 全12話  |
| 4月8日 - 7月1日         | 困ったじいさん                                                     | 勝鬨スタジオ                                                     | BS日テレ                          | 全13話  |
| 4月8日 - 9月16日        | 無限の住人 -IMMORTAL-                                              | ライデンフィルム                                                 | TOKYO MX、MBS                     | 全24話  |
| 4月9日 - 6月25日        | BNA ビー・エヌ・エー                                               | TRIGGER                                                          | CX                                | 全12話  |
| 4月10日 - 9月25日       | 天晴爛漫!                                                          | P.A.WORKS                                                        | AT-X、TOKYO MXほか                | 全13話  |
| 4月10日 - 9月25日       | 富豪刑事 Balance:UNLIMITED                                         | CloverWorks                                                      | CX                                | 全11話  |
| 4月11日 - 7月4日        | アルゴナビス from BanG Dream!                                      | サンジゲン                                                       | MBS                               | 全13話  |
| 4月11日 - 6月27日       | かぐや様は告らせたい？〜天才たちの恋愛頭脳戦〜                     | A-1 Pictures                                                     | TOKYO MX、MBSほか                 | 全12話  |
| 4月11日 - 8月27日       | ガンダムビルドダイバーズRe:RISE（第2期）                           | SUNRISE BEYOND                                                   | BS11、TOKYO MX                    | 全13話  |
| 4月11日 - 9月26日       | 食戟のソーマ 豪の皿                                                | J.C.STAFF                                                        | TOKYO MX、BS11                    | 全13話  |
| 4月11日 - 9月26日       | ハクション大魔王2020                                               | タツノコプロ、日本アニメーション                                 | YTV                               | 全20話  |
| 4月12日 - 7月5日        | ULTRAMAN                                                           | Production I.G、SOLA DIGITAL ARTS                                | TOKYO MX、BS11                    | 全13話  |
| 4月13日 - 6月29日       | 啄木鳥探偵處                                                       | ライデンフィルム                                                 | TOKYO MX、BSフジほか              | 全12話  |
| 4月16日 - 2021年4月1日  | ゾゾゾ ゾンビーくん                                                | J.C.STAFF                                                        | TX                                | 全47話  |
| 4月16日 - 9月24日       | テレビ野郎 ナナーナ 怪物クラーケンを追え!                          | studio crocodile                                                 | TX                                | 全24話  |
| 4月20日 - 11月2日       | 別冊オリンピア・キュクロス                                         | 電通                                                             | TOKYO MX                          | 全24話  |
| 5月30日 - 11月28日      | カードファイト!! ヴァンガード 外伝 イフ-if-                        | OLM                                                              | TVA                               | 全25話  |
| 6月8日 - 6月12日        | 大家さんと僕（第2期）                                              | ファンワークス                                                   | NHK総合                           | 全5話   |

### 2020年 7月 - 9月
| 開始日 - 終了日         | 作品名                                                                    | 制作会社                                              | 主放送局・系列                | 話数    |
| ----------------------- | ------------------------------------------------------------------------- | ----------------------------------------------------- | ----------------------------- | ------- |
| 7月1日 - 2021年3月31日  | おばけずかん                                                              | ファンワークス                                        | TX                            | 全39話  |
| 7月1日 - 12月31日       | 耐え子の日常（第2期）                                                     | DLE                                                   | TOKYO MX                      | 全132話 |
| 7月2日 - 10月5日        | HERO MASK                                                                 | スタジオぴえろ                                        | TOKYO MX                      | 全15話  |
| 7月4日 - 9月26日        | アラド:逆転の輪                                                           | ライデンフィルム                                      | TX                            | 全12話  |
| 7月4日 - 12月12日       | 炎炎ノ消防隊 弐ノ章                                                       | david production                                      | MBS                           | 全24話  |
| 7月4日 - 9月26日        | ド級編隊エグゼロス                                                        | project No.9                                          | TOKYO MX、BS11、AT-Xほか      | 全12話  |
| 7月4日 - 9月26日        | 魔王学院の不適合者 〜史上最強の魔王の始祖、転生して子孫たちの学校へ通う〜 | SILVER LINK.                                          | TOKYO MX、BS11、AT-Xほか      | 全13話  |
| 7月4日 - 9月21日        | Lapis Re:LiGHTs                                                           | 横浜アニメーションラボ                                | TOKYO MX、BS11、AT-X          | 全12話  |
| 7月6日 - 8月31日        | 巨人族の花嫁                                                              | studio HōKIBOSHI                                      | TOKYO MX                      | 全9話   |
| 7月6日 - 9月28日        | THE GOD OF HIGH SCHOOL ゴッド・オブ・ハイスクール                         | MAPPA                                                 | AT-X、TOKYO MX                | 全13話  |
| 7月6日 - 9月28日        | 超普通都市カシワ伝説R                                                     | 超普通スタジオ                                        | CTV                           | 全10話  |
| 7月6日 - 9月28日        | 届け！FM83〇！マンデーナイトシンフォニー！                                | JPR BUFF                                              | TVS                           | 全10話  |
| 7月7日 - 9月22日        | うまよん                                                                  | DMM.futureworks/ダブトゥーンスタジオ                  | TOKYO MX、BS11、AT-X          | 全12話  |
| 7月7日 - 9月29日        | バキ（第2期）                                                             | TMS/だぶるいーぐる                                    | TOKYO MXほか                  | 全13話  |
| 7月7日 - 12月29日       | BanG Dream! ガルパ☆ピコ 〜大盛り〜                                        | DMM.futureworks/ダブトゥーンスタジオ、サンジゲン      | TOKYO MX、SUN                 | 全26話  |
| 7月7日 - 9月22日        | ムヒョとロージーの魔法律相談事務所（第2期）                               | スタジオディーン                                      | ANIMAX、BSスカパー!           | 全12話  |
| 7月8日 - 9月30日        | 異常生物見聞録                                                            | MMT Technology                                        | BSフジ                        | 全13話  |
| 7月8日 - 9月9日         | 戦乙女の食卓                                                              | miHoYoAnime                                           | BS日テレ                      | 全10話  |
| 7月8日 - 9月23日        | デカダンス                                                                | NUT                                                   | AT-X、TOKYO MX、BS11ほか      | 全12話  |
| 7月8日 - 9月30日        | Re:ゼロから始める異世界生活（第2期第1クール）                             | WHITE FOX                                             | AT-X、TOKYO MXほか            | 全13話  |
| 7月9日 - 12月17日       | GREAT PRETENDER                                                           | WIT STUDIO                                            | CX                            | 全23話  |
| 7月10日 - 9月25日       | 宇崎ちゃんは遊びたい!                                                     | ENGI                                                  | AT-X、TOKYO MXほか            | 全12話  |
| 7月10日 - 9月25日       | ノー・ガンズ・ライフ（第2期）                                             | マッドハウス                                          | TBS、AT-Xほか                 | 全12話  |
| 7月10日 - 9月25日       | やはり俺の青春ラブコメはまちがっている。完                                | feel.                                                 | TBS                           | 全12話  |
| 7月11日 - 9月26日       | 彼女、お借りします（第1期）                                               | トムス・エンタテインメント                            | MBS                           | 全12話  |
| 7月11日 - 9月12日       | GETUP! GETLIVE! #げらげら                                                 | スペルバウンド                                        | MBS                           | 全10話  |
| 7月11日 - 9月26日       | ピーター・グリルと賢者の時間                                              | WolfsBane                                             | TOKYO MX、AT-X、GYT           | 全12話  |
| 7月12日 - 9月27日       | A.I.C.O. Incarnation                                                      | ボンズ                                                | TOKYO MX、BS11、MBS           | 全12話  |
| 7月12日 - 9月19日       | ソードアート・オンライン-アリシゼーション- War of Underworld（第2クール） | A-1 Pictures                                          | TOKYO MX、BS11ほか            | 全11話  |
| 7月12日 - 9月27日       | モンスター娘のお医者さん                                                  | アルボアニメーション                                  | TOKYO MX、BS11、AT-Xほか      | 全12話  |
| 7月13日 - 10月26日      | 忍者コレクション                                                          | ILCA                                                  | TX                            | 全13話  |
| 7月15日 - 9月30日       | ジビエート                                                                | スタジオエル、ランチ・BOX                             | TOKYO MX、AT-X、BSフジ        | 全12話  |
| 7月16日 - 10月1日       | 恋とプロデューサー〜EVOL×LOVE〜                                           | MAPPA                                                 | TOKYO MX、SUN、AT-X、BS日テレ | 全12話  |
| 9月7日 - 9月21日        | オオカミさんは食べられたい                                                | PEAK HUNT                                             | TOKYO MX                      | 全3話   |
| 9月8日 -                | ふしぎ駄菓子屋 銭天堂                                                     | 東映アニメーション、カナバングラフィックス→ぎゃろっぷ | NHK Eテレ                     |         |
| 9月25日 - 2021年3月26日 | かいじゅうステップ ワンダバダ（第2期）                                    | ウサギ王                                              | NHK Eテレ                     | 全26話  |

### 2020年 10月 - 12月
| 開始日 - 終了日          | 作品名                                                | 制作会社                                     | 主放送局・系列                | 話数    |
| ------------------------ | ----------------------------------------------------- | -------------------------------------------- | ----------------------------- | ------- |
| 10月1日 - 2021年3月19日  | ひぐらしのなく頃に 業                                 | パッショーネ                                 | TOKYO MX、BS11、SUN、AT-X     | 全24話  |
| 10月2日 - 12月25日       | アサルトリリィ BOUQUET                                | シャフト                                     | TBSほか                       | 全12話  |
| 10月2日 - 12月18日       | 兄に付ける薬はない!4                                  | イマジニア、ファンワークス                   | TOKYO MX                      | 全12話  |
| 10月2日 - 12月18日       | 100万の命の上に俺は立っている（第1期）                | MAHO FILM                                    | TOKYO MX、BS11、MBSほか       | 全12話  |
| 10月2日 - 12月18日       | 魔女の旅々                                            | C2C                                          | AT-X、TOKYO MXほか            | 全12話  |
| 10月3日 - 2021年3月27日  | 犬と猫どっちも飼ってると毎日たのしい                  | チーム・ティルドーン                         | MBS                           | 全24話  |
| 10月3日 - 2021年3月27日  | キングスレイド 意志を継ぐものたち                     | OLM、SUNRISE BEYOND                          | TX                            | 全26話  |
| 10月3日 - 2021年3月27日  | 呪術廻戦（第1期）                                     | MAPPA                                        | MBS                           | 全24話  |
| 10月3日 - 12月26日       | 戦翼のシグルドリーヴァ                                | A-1 Pictures                                 | TOKYO MX、BS11ほか            | 全13話  |
| 10月3日 - 12月19日       | ダンジョンに出会いを求めるのは間違っているだろうかIII | J.C.STAFF                                    | TOKYO MXほか                  | 全12話  |
| 10月3日 - 12月19日       | トニカクカワイイ（第1期）                             | Seven Arcs                                   | TOKYO MX、YTV、BS日テレ、AT-X | 全12話  |
| 10月3日 - 2022年10月22日 | ドラゴンクエスト ダイの大冒険（第2作）                | 東映アニメーション                           | TX                            | 全100話 |
| 10月3日 - 12月19日       | ハイキュー!! TO THE TOP（第2クール）                  | Production I.G                               | MBS                           | 全12話  |
| 10月3日 - 2021年3月20日  | 半妖の夜叉姫                                          | サンライズ                                   | YTV                           | 全24話  |
| 10月3日 - 12月26日       | 『ヒプノシスマイク -Division Rap Battle-』Rhyme Anima | A-1 Pictures                                 | TOKYO MXほか                  | 全13話  |
| 10月3日 - 12月26日       | ラブライブ!虹ヶ咲学園スクールアイドル同好会（第1期）  | サンライズ                                   | TOKYO MXほか                  | 全13話  |
| 10月3日 - 12月19日       | レヱル・ロマネスク                                    | サエッタ                                     | TOKYO MX                      | 全12話  |
| 10月4日 - 12月20日       | いわかける! - Sport Climbing Girls -                  | BLADE                                        | ABC                           | 全12話  |
| 10月4日 - 12月27日       | かえるのピクルス -きもちのいろ-                       | サニーガーペン                               | BS12 トゥエルビ               | 全12話  |
| 10月4日 - 12月20日       | 神達に拾われた男                                      | MAHO FILM                                    | TOKYO MX、BSフジ、J:COMテレビ | 全12話  |
| 10月4日 - 12月27日       | 魔法科高校の劣等生 来訪者編                           | エイトビット                                 | TOKYO MXほか                  | 全13話  |
| 10月4日 - 12月27日       | 無能なナナ                                            | ブリッジ                                     | AT-X、TOKYO MX、BSフジほか    | 全13話  |
| 10月5日 - 12月21日       | エタニティ 〜深夜の濡恋ちゃんねる♡〜                  | アニメーションスタジオ・セブン               | TOKYO MX、AT-X                | 全12話  |
| 10月5日 - 11月23日       | 大人にゃ恋の仕方がわからねぇ!                         | エーテル・キトゥン                           | TOKYO MX                      | 全8話   |
| 10月5日 - 12月21日       | ゴールデンカムイ（第3期）                             | ジェノスタジオ                               | TOKYO MXほか                  | 全12話  |
| 10月5日 - 12月21日       | 秘密結社鷹の爪 ～ゴールデン・スペル～                 | 蛙男商会、DLE                                | TOKYO MX                      | 全12話  |
| 10月5日 - 10月26日       | モグモグモギュー                                      | 小学館ミュージック&デジタル エンタテイメント | TX                            | 全4話   |
| 10月6日 - 12月22日       | 池袋ウエストゲートパーク                              | 動画工房                                     | AT-X、TOKYO MXほか            | 全12話  |
| 10月6日 - 12月29日       | どうしても干支にはいりたい2                           | ポリアンナグラフィックス                     | AT-X                          | 全13話  |
| 10月6日 - 12月22日       | 魔王城でおやすみ                                      | 動画工房                                     | TX                            | 全12話  |
| 10月6日 - 12月22日       | One Room サードシーズン                               | ゼロジー                                     | TOKYO MX、BS日テレ            | 全12話  |
| 10月7日 - 12月23日       | キミと僕の最後の戦場、あるいは世界が始まる聖戦        | SILVER LNK.                                  | TOKYO MX、AT-Xほか            | 全12話  |
| 10月7日 - 12月23日       | くまクマ熊ベアー                                      | EMTスクエアード                              | TOKYO MX、AT-Xほか            | 全12話  |
| 10月7日 - 12月30日       | ツキウタ。 THE ANIMATION2                             | Children's Playground Entertainment          | TOKYO MXほか                  | 全13話  |
| 10月8日 - 12月24日       | アクダマドライブ                                      | studioぴえろ                                 | AT-X、BS日テレ、TOKYO MXほか  | 全12話  |
| 10月8日 - 12月24日       | ぐらぶるっ!                                           | DMM.futureworks/ダブトゥーンスタジオ         | TOKYO MX、BS11、AT-X          | 全12話  |
| 10月8日 - 12月24日       | ストライクウィッチーズ ROAD to BERLIN                 | david Production                             | TOKYO MX、AT-Xほか            | 全12話  |
| 10月8日 - 12月31日       | NOBLESS -ノブレス-                                    | Production I.G                               | TOKYO MX、BS11                | 全13話  |
| 10月9日 - 12月25日       | 安達としまむら                                        | 手塚プロダクション                           | TBS、BS11                     | 全12話  |
| 10月9日 - 2021年4月9日   | 最響カミズモード!                                     | BN Pictures                                  | TOKYO MX                      | 全26話  |
| 10月10日 - 12月26日      | ご注文はうさぎですか? BLOOM                           | エンカレッジフィルムズ                       | TOKYO MX、BS11、AT-Xほか      | 全12話  |
| 10月11日 - 12月27日      | 神様になった日                                        | P.A.WORKS                                    | TOKYO MX、BS11、メ～テレほか  | 全12話  |
| 10月11日 - 12月20日      | 体操ザムライ                                          | MAPPA                                        | EX                            | 全11話  |
| 10月11日 - 12月27日      | まえせつ!                                             | Studio五組、AXsiZ                            | AT-X、TOKYO MX、BS日テレほか  | 全12話  |
| 10月11日 - 12月20日      | 憂国のモリアーティ（第1クール）                       | Production I.G                               | TOKYO MX、BS11、AT-X、MBS     | 全11話  |
| 10月12日 - 12月28日      | おちこぼれフルーツタルト                              | feel.                                        | AT-X、TOKYO MXほか            | 全12話  |
| 10月13日 - 12月29日      | A3! SEASON AUTUMN & WINTER                            | P.A.WORKS、Studio 3Hz                        | TOKYO MXほか                  | 全12話  |
| 10月13日 - 2021年3月30日 | おそ松さん（第3期）                                   | studioぴえろ                                 | TX                            | 全25話  |
| 10月13日 - 2021年1月5日  | それだけがネック                                      | TIA                                          | TX                            | 全12話  |
| 10月13日 - 12月29日      | 禍つヴァールハイト -ZUERST-                           | 横浜アニメーションラボ                       | TOKYO MX、BS11、WOWOW、MBS    | 全12話  |
| 10月14日 - 2021年1月12日 | 土下座で頼んでみた                                    | アドネロ                                     | AT-X                          | 全13話  |
| 10月30日 - 2021年1月29日 | D4DJ First Mix                                        | サンジゲン                                   | 独立局ほか                    | 全13話  |
| 11月2日 - 12月28日       | 届け！FM83〇！マンデーナイトシンフォニー！            | JPR BUFF                                     | TVS                           | 全8話   |
| 11月8日 - 12月10日       | ゲボイデ=ボイデ                                       | トムス・ジーニーズ                           | ディズニー・チャンネル        | 全10話  |
| 12月7日 - 2021年3月29日  | 進撃の巨人 The Final Season（Part 1）                 | MAPPA                                        | NHK総合                       | 全16話  |
| 12月21日 - 12月25日      | HERO MASK PartII                                      | studioぴえろ                                 | TOKYO MX                      | 全12話  |

1. ↑  総集編1話含む。

## 2021年（令和3年）

### 2021年 1月 - 3月
| 開始日 - 終了日         | 作品名                                                           | 制作会社                             | 主放送局・系列                  | 話数    |
| ----------------------- | ---------------------------------------------------------------- | ------------------------------------ | ------------------------------- | ------- |
| 1月4日 - 3月22日        | 裏世界ピクニック                                                 | ライデンフィルム、FelixFilm          | AT-X、TOKYO MX、BS11、SUN       | 全12話  |
| 1月4日 - 2月22日        | じみへんっ!!〜地味子を変えちゃう純異性交遊〜                     | studio HōKIBOSHI                     | TOKYO MX                        | 全8話   |
| 1月4日 - 3月22日        | 7SEEDS（第2期）                                                  | GONZO、スタジオKAI                   | TOKYO MX                        | 全12話  |
| 1月4日 - 3月22日        | たとえばラストダンジョン前の村の少年が序盤の街で暮らすような物語 | ライデンフィルム                     | AT-X、TOKYO MX、BS11、SUN       | 全12話  |
| 1月5日 - 3月30日        | ウマ娘 プリティーダービー Season2                                | スタジオKAI                          | TOKYO MX、KTVほか               | 全13話  |
| 1月5日 - 3月23日        | ゲキドル                                                         | フッズエンタテインメント             | AT-X、BSフジ                    | 全12話  |
| 1月5日 - 3月30日        | 転生したらスライムだった件（第2期第1部）                         | エイトビット                         | TOKYO MXほか                    | 全13話  |
| 1月6日 - 3月24日        | アイ★チュウ                                                      | Lay-duce                             | TOKYO MX、BS11、RNB             | 全12話  |
| 1月6日 - 3月24日        | Re:ゼロから始める異世界生活（第2期第2クール）                    | WHITE FOX                            | AT-X、TOKYO MXほか              | 全12話  |
| 1月7日 - 3月25日        | エビシー修業日記                                                 | ファンワークス                       | ABC                             | 全12話  |
| 1月7日 - 3月25日        | オルタンシア・サーガ                                             | ライデンフィルム                     | TOKYO MXほか                    | 全12話  |
| 1月7日 - 3月25日        | SHOW BY ROCK!! STARS!!                                           | キネマシトラス                       | AT-X、TOKYO MX、UHBほか         | 全12話  |
| 1月7日 - 3月25日        | 装甲娘戦機                                                       | studio A-CAT                         | TOKYO MX、BS11、MBS             | 全12話  |
| 1月7日 - 3月25日        | BEASTARS（第2期）                                                | オレンジ                             | CX                              | 全12話  |
| 1月7日 - 4月1日         | ゆるキャン△ SEASON2                                              | C-Station                            | AT-X、TOKYO MX、BS11ほか        | 全13話  |
| 1月8日 - 3月12日        | アイドールズ!                                                    | シンエイ動画                         | BS朝日                          | 全10話  |
| 1月8日 - 7月3日         | 蜘蛛ですが、なにか?                                              | ミルパンセ                           | AT-X、TOKYO MXほか              | 全24話  |
| 1月8日 - 3月26日        | 五等分の花嫁∬                                                    | バイブリーアニメーションスタジオ     | TBS                             | 全12話  |
| 1月8日 - 3月26日        | 弱キャラ友崎くん                                                 | project No.9                         | AT-X、TOKYO MX、BS11            | 全12話  |
| 1月8日 - 3月26日        | 天地創造デザイン部                                               | 旭プロダクション                     | AT-X、TOKYO MX、BSフジほか      | 全12話  |
| 1月8日 - 3月26日        | 2.43 清陰高校男子バレー部                                        | david production                     | CX                              | 全12話  |
| 1月8日 - 3月26日        | 約束のネバーランド（第2期）                                      | CloverWorks                          | CX                              | 全11話  |
| 1月9日 - 3月27日        | WIXOSS DIVA(A)LIVE                                               | J.C.STAFF                            | TOKYO MX、BS11                  | 全12話  |
| 1月9日 - 3月27日        | おとなの防具屋さんII                                             | IMAGICA Lab.                         | TOKYO MX、AT-X                  | 全12話  |
| 1月9日 - 3月27日        | 俺だけ入れる隠しダンジョン                                       | オクルトノボル                       | MBS、AT-Xほか                   | 全12話  |
| 1月9日 - 6月19日        | バック・アロウ                                                   | スタジオヴォルン                     | TOKYO MX、BS11ほか              | 全24話  |
| 1月9日 - 2月27日        | はたらく細胞!!                                                   | david production                     | TOKYO MXほか                    | 全8話   |
| 1月9日 - 4月3日         | プレイタの傷                                                     | GoHands                              | MBS                             | 全13話  |
| 1月10日 - 6月27日       | アイカツプラネット!（実写&アニメ）                               | BN Pictures                          | TX                              | 全25話  |
| 1月10日 - 3月28日       | IDOLY PRIDE                                                      | Lerche                               | TOKYO MX、KBS、BS日テレ、ANIMAX | 全12話  |
| 1月10日 - 4月4日        | SK∞ エスケーエイト                                               | ボンズ                               | ABC                             | 全12話  |
| 1月10日 - 3月28日       | 怪病医ラムネ                                                     | プラチナビジョン                     | TOKYO MX、AT-X、BS11、HTB       | 全12話  |
| 1月10日 - 3月28日       | 怪物事変                                                         | 亜細亜堂                             | TOKYO MX、YTV、AT-X、BS11       | 全12話  |
| 1月10日 - 3月28日       | スケートリーディング☆スターズ                                    | J.C.STAFF                            | TOKYO MX、AT-X、MBS、BS11       | 全12話  |
| 1月10日 - 3月21日       | はたらく細胞BLACK                                                | ライデンフィルム                     | TOKYO MXほか                    | 全12話  |
| 1月10日 - 4月4日        | ホリミヤ                                                         | CloverWorks                          | TOKYO MX、MBSほか               | 全13話  |
| 1月10日 - 3月28日       | 八十亀ちゃんかんさつにっき 3さつめ                               | サエッタ                             | TVA、AT-X、BS11                 | 全12話  |
| 1月10日 - 3月28日       | Levius -レビウス-                                                | ポリゴン・ピクチュアズ               | TOKYO MX                        | 全12話  |
| 1月10日 - 4月4日        | ワールドトリガー 2ndシーズン                                     | 東映アニメーション                   | EX                              | 全12話  |
| 1月11日 - 3月29日       | EX-ARM エクスアーム                                              | ビジュアルフライト                   | TOKYO MX、SUN、BSフジ           | 全12話  |
| 1月11日 - 3月29日       | のんのんびより のんすとっぷ                                      | SILVER LINK.                         | TX                              | 全12話  |
| 1月11日 - 3月22日       | 無職転生 〜異世界行ったら本気だす〜（第1クール）                 | スタジオバインド                     | TOKYO MX、KBS、SUN、BS11        | 全11話  |
| 1月11日 - 4月5日        | 闇芝居（第8期）                                                  | ILCA                                 | TX                              | 全13話  |
| 1月12日 - 3月30日       | アズールレーン びそくぜんしんっ!                                 | Yostar Pictures、studio CANDY BOX    | AT-X、TOKYO MX、BS11            | 全12話  |
| 1月12日 - 3月30日       | WAVE!!〜サーフィンやっぺ!!〜                                     | 旭プロダクション                     | TX                              | 全12話  |
| 1月12日 - 3月30日       | 真・中華一番!（第2期）                                           | NAS                                  | MBS                             | 全12話  |
| 1月13日 - 3月31日       | 回復術士のやり直し                                               | ティー・エヌ・ケー                   | AT-X、TOKYO MXほか              | 全12話  |
| 1月13日 - 6月23日       | 七つの大罪 憤怒の審判                                            | スタジオディーン                     | TX                              | 全24話  |
| 1月13日 - 3月31日       | 文豪ストレイドッグス わん!                                       | ボンズ、ノーマッド                   | TOKYO MX、MBS、BS11、WOWOW      | 全12話  |
| 1月13日 - 3月31日       | ログ・ホライズン 円卓崩壊                                        | スタジオディーン                     | NHK Eテレ                       | 全12話  |
| 1月13日 - 3月31日       | ワールドウィッチーズ発進しますっ!                                | Acca effe、戯画プロダクション        | TOKYO MX、AT-X、BS11、MBS       | 全12話  |
| 1月13日 - 3月31日       | ワンダーエッグ・プライオリティ                                   | CloverWorks                          | NTV                             | 全12話  |
| 1月14日 - 12月23日      | 開運 キンタマーニドッグ                                          | 勝鬨スタジオ                         | ABC、TVA                        | 全50話  |
| 1月14日 - 3月25日       | Dr.STONE STONE WARS                                              | TMS/8PAN                             | TOKYO MX、BS11ほか              | 全11話  |
| 1月20日 - 3月31日       | 魔術士オーフェンはぐれ旅 キムラック編                            | スタジオディーン                     | AT-X、TOKYO MX、WOWOW、BSフジ   | 全11話  |
| 2月5日 - 3月26日        | ぷっちみく♪ D4DJ Petit Mix                                       | DMM.futureworks/ダブトゥーンスタジオ | 独立局                          | 全10話  |
| 2月14日 - 2022年2月13日 | おかしなさばくのスナとマヌ                                       | 勝鬨スタジオ                         | KTV、TVA                        | 全50話  |
| 2月25日 - 2022年1月27日 | 舞妓さんちのまかないさん（NHKワールド JAPAN版）                  | J.C.STAFF                            | NHKワールド JAPAN               | 全36話  |
| 2月26日 - 3月25日       | SDガンダムワールド 三国創傑伝                                    | サンライズ                           | TOKYO MX、BS11                  | 全10話  |
| 2月28日 - 2022年1月30日 | トロピカル〜ジュ!プリキュア                                      | 東映アニメーション                   | ABC・EXほか                     | 全46話  |
| 3月27日 - 9月25日       | 僕のヒーローアカデミア（第5期）                                  | ボンズ                               | YTV                             | 全25話  |
| 3月29日（単発）         | 赤ちゃん本部長                                                   | Tomovies                             | NHK総合                         | 全8話   |
| 3月29日 - 2024年3月27日 | ゴー!ゴー!キッチン戦隊クックルン（5代目）（実写+アニメ）         | ODDJOB                               | NHK Eテレ                       | 全374話 |

### 2021年 4月 - 6月
| 開始日 - 終了日         | 作品名                                                     | 制作会社                                                         | 主放送局・系列                 | 話数   |
| ----------------------- | ---------------------------------------------------------- | ---------------------------------------------------------------- | ------------------------------ | ------ |
| 4月1日 - 6月24日        | ゴジラ S.P ＜シンギュラポイント＞                          | ボンズ、オレンジ                                                 | TOKYO MX、BS11、KBS京都、SUN   | 全13話 |
| 4月1日 - 2022年4月21日  | SHAMAN KING                                                | ブリッジ                                                         | TX                             | 全52話 |
| 4月2日 - 6月18日        | 歌うサッカーパンダ ミファンダ                              | Age Global Networks株式会社                                      | BS-TBS                         | 全12話 |
| 4月2日 - 6月18日        | SSSS.DYNAZENON                                             | TRIGGER                                                          | TOKYO MX、MBS、BS11            | 全12話 |
| 4月2日 - 10月22日       | もっと!まじめにふまじめ かいけつゾロリ（第2期）            | BN Pictures、亜細亜堂                                            | NHK Eテレ                      | 全25話 |
| 4月3日 - 6月26日        | Vivy -Fluorite Eye's Song-                                 | WIT STUDIO                                                       | TOKYO MXほか                   | 全14話 |
| 4月3日 - 6月26日        | おしりたんてい（第5期）                                    | 東映アニメーション                                               | NHK Eテレ                      | 全13話 |
| 4月3日 - 6月26日        | カードファイト!! ヴァンガード overDress                    | Kinema Citrus、ぎふとアニメーション、STUDIOJEMI                  | TVA                            | 全12話 |
| 4月3日 - 6月19日        | 灼熱カバディ                                               | トムス・エンタテインメント                                       | TX                             | 全12話 |
| 4月3日 - 2022年3月26日  | どすこい すしずもう                                        | 白組                                                             | 独立局                         | 全52話 |
| 4月3日 - 6月19日        | ましろのおと                                               | シンエイ動画                                                     | MBS                            | 全12話 |
| 4月3日 - 6月19日        | やくならマグカップも（実写&アニメ）                        | 日本アニメーション                                               | CBC、TOKYO MX、BS11ほか        | 全12話 |
| 4月4日 - 6月27日        | さよなら私のクラマー                                       | ライデンフィルム                                                 | TOKYO MX、AT-X、BS日テレ、KBC  | 全13話 |
| 4月4日 - 6月20日        | 戦闘員、派遣します!                                        | J.C.STAFF                                                        | AT-X、TOKYO、BS日テレほか      | 全12話 |
| 4月4日 - 9月26日        | ダイナ荘びより                                             | ファンワークス                                                   | TOKYO MX、BS11                 | 全26話 |
| 4月4日 - 2022年3月27日  | デュエル・マスターズ キング!                               | ブレインズ・ベース、小学館ミュージック&デジタル エンタテイメント | TX                             | 全43話 |
| 4月4日 - 6月20日        | ドラゴン、家を買う。                                       | SIGNAL.MD                                                        | TOKYO MX、YTV、BSフジ          | 全12話 |
| 4月4日 - 6月27日        | NOMAD メガロボクス2                                        | トムス・エンタテインメント                                       | TOKYO MX、BS11                 | 全13話 |
| 4月4日 - 2022年3月27日  | マジカパーティ                                             | OLM TEAM INOUE                                                   | TVO                            | 全51話 |
| 4月4日 - 6月27日        | 憂国のモリアーティ（第2クール）                            | Production I.G                                                   | TOKYO MX、MBSほか              | 全13話 |
| 4月5日 - 5月24日        | 黒ギャルになったから親友としてみた。                       | いらゐあす                                                       | TOKYO MX、BS11                 | 全8話  |
| 4月5日 - 6月21日        | 恋と呼ぶには気持ち悪い                                     | ノーマッド                                                       | TOKYO MX、BSフジ、UHB、MRTほか | 全12話 |
| 4月5日 - 6月21日        | セブンナイツ レボリューション -英雄の継承者-               | ライデンフィルム、ドメリカ                                       | TOKYO MX、BS11ほか             | 全12話 |
| 4月5日 - 6月28日        | ひげを剃る。そして女子高生を拾う。                         | project No.9                                                     | AT-X、TOKYO MX、BS11           | 全13話 |
| 4月6日 - 6月29日        | オッドタクシー                                             | P.I.C.S、OLM Team Yoshioka                                       | TX                             | 全13話 |
| 4月6日 - 6月22日        | 聖女の魔力は万能です                                       | ディオメディア                                                   | AT-X、TOKYO MX、BS11、MBS      | 全12話 |
| 4月6日 - 6月22日        | 転生したらスライムだった件 転スラ日記                      | エイトビット                                                     | TOKYO MXほか                   | 全12話 |
| 4月6日 - 6月29日        | フルーツバスケット（第2作 The Final）                      | トムス・エンタテインメント                                       | TX                             | 全13話 |
| 4月6日 - 6月29日        | MARS RED                                                   | SIGNAL.MD                                                        | YTV、TOKYO MXほか              | 全13話 |
| 4月7日 - 2023年2月26日  | 宇宙なんちゃら こてつくん                                  | ファンワークス                                                   | NHK Eテレ                      | 全64話 |
| 4月7日 - 6月23日        | 究極進化したフルダイブRPGが現実よりもクソゲーだったら      | ENGI                                                             | AT-Xほか                       | 全12話 |
| 4月7日 - 6月23日        | 擾乱 THE PRINCESS OF SNOW AND BLOOD                        | BAKKEN RECORD                                                    | NTV                            | 全12話 |
| 4月7日 - 6月23日        | スーパーカブ                                               | スタジオKAI                                                      | AT-X、TOKYO MXほか             | 全12話 |
| 4月8日 - 6月24日        | ゾンビランドサガ リベンジ                                  | MAPPA                                                            | AT-Xほか                       | 全12話 |
| 4月8日 - 6月25日        | バクテン!!                                                 | ZEXCS                                                            | CX                             | 全12話 |
| 4月8日 - 6月24日        | Fairy蘭丸〜あなたの心お助けします〜                        | スタジオコメット                                                 | AT-X、TOKYO MX、BS日テレ       | 全12話 |
| 4月8日 - 6月24日        | ヘタリア World★Stars                                       | スタジオディーン                                                 | AT-X                           | 全12話 |
| 4月9日 - 6月11日        | 異世界魔王と召喚少女の奴隷魔術Ω                            | 手塚プロダクション、オクルトノボル                               | TBS                            | 全10話 |
| 4月9日 - 2022年3月18日  | 新幹線変形ロボ シンカリオンZ                               | OLM Team Abe                                                     | TX                             | 全41話 |
| 4月9日 - 2023年3月31日  | 妖怪ウォッチ♪                                              | OLM TEAM INOUE                                                   | TX                             | 全98話 |
| 4月10日 - 9月18日       | SDガンダムワールド ヒーローズ                              | サンライズ                                                       | TOKYO MX、BS11                 | 全24話 |
| 4月10日 - 6月26日       | すばらしきこのせかい The Animation                         | ドメリカ、シンエイ動画                                           | MBS                            | 全12話 |
| 4月10日 - 6月26日       | スライム倒して300年、知らないうちにレベルMAXになってました | REVOROOT                                                         | TOKYO MX、BS11、AT-Xほか       | 全12話 |
| 4月10日 - 9月25日       | BLUE REFLECTION RAY/澪                                     | J.C.STAFF                                                        | MBS                            | 全24話 |
| 4月10日 - 6月26日       | 結城友奈は勇者である ちゅるっと!                           | DMM.futureworks/ダブトゥーンスタジオ                             | MBS                            | 全12話 |
| 4月11日 - 6月27日       | イジらないで、長瀞さん                                     | テレコム・アニメーションフィルム                                 | TOKYO MX、MBS、BS11、AT-X      | 全12話 |
| 4月11日 - 6月20日       | 86-エイティシックス-（第1クール）                          | A-1 Pictures                                                     | TOKYO MXほか                   | 全11話 |
| 4月11日 - 10月3日       | EDENS ZERO（第1期）                                        | J.C.STAFF                                                        | NTV                            | 全25話 |
| 4月11日 - 7月4日        | シャドーハウス                                             | CloverWorks                                                      | TOKYO MX、BS朝日、WOWOWほか    | 全13話 |
| 4月11日 - 9月19日       | 東京リベンジャーズ                                         | ライデンフィルム                                                 | MBS、TX                        | 全24話 |
| 4月11日 - 6月27日       | バトルアスリーテス大運動会ReSTART!                         | アニメーションスタジオ・セブン                                   | EX、BSフジ                     | 全12話 |
| 4月11日 - 6月27日       | 美少年探偵団                                               | シャフト                                                         | EX                             | 全12話 |
| 4月11日 - 2022年3月27日 | ミュークルドリーミー みっくす!                             | J.C.STAFF                                                        | TX                             | 全50話 |
| 4月12日 - 6月28日       | いたずらぐまのグル〜ミ〜                                   | NAZ                                                              | TOKYO MX                       | 全12話 |
| 4月12日 - 8月30日       | 不滅のあなたへ（第1期）                                    | ブレインズ・ベース                                               | NHK Eテレ                      | 全20話 |
| 4月14日 - 6月30日       | 幼なじみが絶対に負けないラブコメ                           | 動画工房                                                         | AT-Xほか                       | 全12話 |
| 4月15日 - 6月24日       | セスタス -The Roman Fighter-                               | BN Pictures                                                      | CX                             | 全11話 |
| 4月17日 - 9月11日       | 魔入りました!入間くん（第2期）                             | BN Pictures                                                      | NHK Eテレ                      | 全21話 |
| 4月26日 - 6月28日       | 届け！FM83〇！マンデーナイトシンフォニーS                  | JPR BUFF                                                         | TVS                            | 全10話 |
| 5月6日 - 5月27日        | 猫ジョッキー（第1期）                                      | DLE                                                              | ABCほか                        | 全4話  |
| 6月6日 - 9月19日        | プリティーオールフレンズセレクション                       | タツノコプロ、DONGWOO A&E                                        | TX                             | 全16話 |

1. ↑  特別編13回含む。

### 2021年 7月 - 9月
| 開始日 - 終了日    | 作品名                                                         | 制作会社                               | 主放送局・系列 | 話数              |
| ------------------ | -------------------------------------------------------------- | -------------------------------------- | -------------- | ----------------- |
| 7月1日 - 12月23日  | SCARLET NEXUS                                                  | サンライズ                             | TOKYO MXほか   | 全26話            |
| 7月1日 - 9月16日   | ピーチボーイリバーサイド                                       | 旭プロダクション                       | TOKYO MXほか   | 全12話            |
| 7月1日 - 9月30日   | ひぐらしのなく頃に 卒                                          | パッショーネ                           | TOKYO MXほか   | 全15話            |
| 7月2日 - 9月17日   | ぶらどらぶ                                                     | Drive                                  | TOKYO MXほか   | 全12話            |
| 7月3日 - 9月18日   | ヴァニタスの手記（第1クール）                                  | ボンズ                                 | TOKYO MXほか   | 全12話            |
| 7月3日 - 9月18日   | 乙女ゲームの破滅フラグしかない悪役令嬢に転生してしまった…X     | SILVER LINK.                           | MBS            | 全12話            |
| 7月3日 - 9月18日   | 俺、つしま                                                     | ファンワークス、スペースネコカンパニー | MBS            | 全12話            |
| 7月3日 - 9月18日   | カノジョも彼女                                                 | 手塚プロダクション                     | MBS            | 全12話            |
| 7月3日 - 9月25日   | 100万の命の上に俺は立っている（第2期）                         | MAHO FILM                              | TOKYO MXほか   | 全12話            |
| 7月3日 - 9月25日   | ぼくたちのリメイク                                             | feel.                                  | TOKYO MXほか   | 全12話            |
| 7月3日 - 9月25日   | 魔法科高校の優等生                                             | CONNECT                                | TOKYO MXほか   | 全13話            |
| 7月4日 - 9月26日   | アイドリッシュセブン Third BEAT!（第1クール）                  | TROYCA                                 | TOKYO MXほか   | 全13話            |
| 7月4日 - 9月26日   | かげきしょうじょ!!                                             | PINE JAM                               | AT-Xほか       | 全13話            |
| 7月4日 - 9月26日   | ゲッターロボ アーク                                            | Bee・Media、studio A-CAT               | AT-Xほか       | 全13話            |
| 7月4日 - 9月26日   | 現実主義勇者の王国再建記（第一部）                             | J.C.STAFF                              | TOKYO MXほか   | 全13話            |
| 7月4日 - 9月19日   | 死神坊ちゃんと黒メイド（第1期）                                | J.C.STAFF                              | TOKYO MXほか   | 全12話            |
| 7月4日 - 9月19日   | 探偵はもう、死んでいる。                                       | ENGI                                   | AT-Xほか       | 全12話            |
| 7月4日 - 10月3日   | RE-MAIN                                                        | MAPPA                                  | EX             | 全12話            |
| 7月5日 - 8月23日   | 指先から本気の熱情2-恋人は消防士-                              | Studio HōKIBOSHI                       | TOKYO MX、BS11 | 全8話             |
| 7月6日 - 9月28日   | うらみちお兄さん                                               | スタジオブラン                         | TX             | 全13話            |
| 7月6日 - 9月21日   | 精霊幻想記                                                     | トムス・エンタテインメント             | TX             | 全12話            |
| 7月6日 - 9月21日   | 転生したらスライムだった件（第2期第2部)                        | エイトビット                           | TOKYO MXほか   | 全12話            |
| 7月7日 - 9月22日   | KICK&SLIDE                                                     | CRAFTAR                                | TX             | 全12話＋特別編1話 |
| 7月7日 - 9月22日   | チート薬師のスローライフ〜異世界に作ろうドラッグストア〜       | EMTスクエアード                        | TOKYO MXほか   | 全12話            |
| 7月7日 - 9月22日   | 月が導く異世界道中（第一幕）                                   | C2C                                    | TOKYO MXほか   | 全12話            |
| 7月7日 - 12月29日  | TSUKIPRO THE ANIMATION2                                        | ピー・アール・エー                     | TOKYO MXほか   | 全13話            |
| 7月8日 - 9月23日   | 小林さんちのメイドラゴンS                                      | 京都アニメーション                     | TOKYO MXほか   | 全12話            |
| 7月9日 - 12月17日  | 白い砂のアクアトープ                                           | P.A.WORKS                              | TOKYO MXほか   | 全24話            |
| 7月9日 - 9月24日   | 迷宮ブラックカンパニー                                         | SILVER LINK.                           | TOKYO MXほか   | 全12話            |
| 7月10日 - 10月2日  | D_CIDE TRAUMEREI THE ANIMATION                                 | サンジゲン                             | TOKYO MXほか   | 全13話            |
| 7月11日 - 10月17日 | ラブライブ!スーパースター!!（第1期）                           | サンライズ                             | NHK Eテレ      | 全12話            |
| 7月11日 - 10月3日  | 闇芝居（第9期）                                                | ILCA                                   | TX             | 全13話            |
| 7月13日 - 9月28日  | 出会って5秒でバトル                                            | SynergySP、VEGA ENTERTAINMENT          | TOKYO MXほか   | 全12話            |
| 7月14日 - 9月15日  | 女神寮の寮母くん。                                             | アスリード                             | AT-Xほか       | 全10話            |
| 7月15日 - 9月30日  | NIGHT HEAD 2041                                                | 白組                                   | CX             | 全12話            |
| 7月16日 - 10月1日  | Sonny Boy                                                      | MADHOUSE                               | TOKYO MXほか   | 全12話            |
| 7月23日 - 10月1日  | 平穏世代の韋駄天達                                             | MAPPA                                  | CX             | 全11話            |
| 8月1日 - 12月19日  | ジャヒー様はくじけない!                                        | SILVER LINK.                           | ABC            | 全20話            |
| 8月1日 - 9月26日   | マギアレコード 魔法少女まどか☆マギカ外伝 2nd SEASON -覚醒前夜- | シャフト                               | TOKYO MXほか   | 全8話             |
| 8月2日 - 9月27日   | 届け！FM83〇！マンデーナイトシンフォニーSS！                   | JPR BUFF                               | TVS            | 全10話            |

### 2021年 10月 - 12月
| 開始日 - 終了日                     | 作品名                                                                                     | 制作会社                                        | 主放送局・系列     | 話数   |
| ----------------------------------- | ------------------------------------------------------------------------------------------ | ----------------------------------------------- | ------------------ | ------ |
| 10月1日 - 12月17日                  | キミとフィットボクシング                                                                   | イマジニア、Story Effect                        | TOKYO MX           | 全12話 |
| 10月1日 - 12月24日                  | SELECTION PROJECT                                                                          | 動画工房                                        | AT-Xほか           | 全13話 |
| 10月1日 - 12月24日                  | メガトン級ムサシ                                                                           | OLM TEAM INOUE                                  | TOKYO MXほか       | 全13話 |
| 10月2日 - 12月18日                  | 異世界食堂2                                                                                | OLM Team Yoshioka                               | TX                 | 全12話 |
| 10月2日 - 12月18日                  | 終末のワルキューレ                                                                         | グラフィニカ                                    | TOKYO MXほか       | 全12話 |
| 10月2日 - 12月18日                  | でーじミーツガール                                                                         | ライデンフィルム                                | MBS                | 全12話 |
| 10月2日 - 2022年3月26日             | 半妖の夜叉姫 弐の章                                                                        | サンライズ                                      | YTV                | 全24話 |
| 10月2日 - 12月18日                  | ブルーピリオド                                                                             | Seven Arcs                                      | MBS                | 全12話 |
| 10月2日 - 2022年6月11日             | 舞妓さんちのまかないさん（Eテレ版）                                                        | J.C.STAFF                                       | NHK Eテレ          | 全36話 |
| 10月2日 - 11月27日                  | 魔王イブロギアに身を捧げよ                                                                 | studio HōKIBOSHI                                | TOKYO MXほか       | 全9話  |
| 10月2日 - 12月18日                  | やくならマグカップも 二番窯                                                                | 日本アニメーション                              | CBC、TOKYO MXほか  | 全12話 |
| 10月2日 - 12月18日                  | 結城友奈は勇者である -大満開の章-                                                          | Studio五組                                      | MBS                | 全12話 |
| 10月3日 - 2022年3月19日             | 86-エイティシックス-（第2クール）                                                          | A-1 Pictures                                    | TOKYO MXほか       | 全13話 |
| 10月3日 - 12月19日                  | 海賊王女                                                                                   | Production I.G                                  | TOKYO MXほか       | 全12話 |
| 10月3日 - 12月26日                  | ぐんまちゃん                                                                               | アセンション                                    | TOKYO MXほか       | 全13話 |
| 10月3日 - 12月19日                  | さんかく窓の外側は夜                                                                       | ゼロジー                                        | TOKYO MXほか       | 全12話 |
| 10月3日 - 2023年3月26日             | デジモンゴーストゲーム                                                                     | 東映アニメーション                              | CX                 | 全68話 |
| 10月3日 - 12月26日                  | テスラノート                                                                               | ギャンビット                                    | TOKYO MXほか       | 全13話 |
| 10月3日 - 12月19日                  | 見える子ちゃん                                                                             | Passione                                        | AT-Xほか           | 全12話 |
| 10月3日 - 12月19日                  | MUTEKING THE Dancing HERO                                                                  | タツノコプロ、手塚プロダクション                | TVO、TOKYO MXほか  | 全12話 |
| 10月3日 - 2022年10月9日             | ワッチャプリマジ!                                                                          | タツノコプロ、DONGWOO A&E                       | TX                 | 全51話 |
| 10月4日 - 12月20日                  | 吸血鬼すぐ死ぬ                                                                             | マッドハウス                                    | TOKYO MXほか       | 全12話 |
| 10月4日 - 12月28日                  | 境界戦機（第一部）                                                                         | SUNRISE BEYOND                                  | TX                 | 全13話 |
| 10月4日 - 11月22日                  | しょうたいむ!～歌のお姉さんだってしたい～                                                  | ラビットゲート                                  | TOKYO MXほか       | 全8話  |
| 10月4日 - 12月20日                  | 月とライカと吸血姫                                                                         | アルボアニメーション                            | TX                 | 全12話 |
| 10月4日 - 12月20日                  | 無職転生 〜異世界行ったら本気だす〜（第2クール）                                           | スタジオバインド                                | TOKYO MXほか       | 全12話 |
| 10月5日 - 12月28日                  | カードファイト!! ヴァンガード overDress Season2                                            | Kinema citrus、ぎふとアニメーション、STUDIOJEMI | TX                 | 全13話 |
| 10月5日 - 12月21日                  | 進化の実〜知らないうちに勝ち組人生〜                                                       | HOTLINE                                         | TX                 | 全12話 |
| 10月5日 - 2022年3月29日             | チキップダンサーズ（第1期）                                                                | ファンワークス                                  | NHK Eテレ          | 全26話 |
| 10月6日 - 12月29日                  | 真の仲間じゃないと勇者のパーティーを追い出されたので、辺境でスローライフすることにしました | ウルフズベイン、スタジオフラッド                | AT-Xほか           | 全13話 |
| 10月6日 - 12月22日                  | 世界最高の暗殺者、異世界貴族に転生する                                                     | SILVER LINK.、studioぱれっと                    | AT-Xほか           | 全12話 |
| 10月6日 - 12月22日                  | takt op.Destiny                                                                            | MAPPA、MADHOUSE                                 | TX                 | 全12話 |
| 10月6日 - 12月22日                  | プラオレ!〜PRIDE OF ORANGE〜                                                               | C2C                                             | TOKYO MXほか       | 全12話 |
| 10月7日 - 12月23日                  | 古見さんは、コミュ症です。（第1期）                                                        | OLM TEAM KOJIMA                                 | TX                 | 全12話 |
| 10月7日 - 12月23日                  | サクガン                                                                                   | サテライト                                      | TOKYO MXほか       | 全12話 |
| 10月7日 - 12月23日                  | マブラヴ オルタネイティヴ（第一期）                                                        | FLAGSHIP LINE、ゆめ太カンパニー、グラフィニカ   | CX                 | 全12話 |
| 10月8日 - 2022年3月25日             | プラチナエンド                                                                             | シグナル・エムディ                              | TBS                | 全24話 |
| 10月9日 - 12月25日                  | ヴィジュアルプリズン                                                                       | A-1 Pictures                                    | TOKYO MXほか       | 全12話 |
| 10月9日 - 2022年1月3日              | 最果てのパラディン                                                                         | Children's Playground Entertainment             | TOKYO MXほか       | 全12話 |
| 10月9日 - 12月25日                  | 大正オトメ御伽話                                                                           | SynergySP                                       | TX                 | 全12話 |
| 10月10日 - 11月28日                 | 鬼滅の刃 無限列車編                                                                        | ufotable                                        | CX、TOKYO MXほか   | 全7話  |
| 10月10日 - 12月26日                 | シキザクラ                                                                                 | サブリメイション                                | CTV                | 全12話 |
| 10月10日 - 12月26日                 | 先輩がうざい後輩の話                                                                       | 動画工房                                        | TOKYO MXほか       | 全12話 |
| 10月10日 - 12月26日                 | ビルディバイド -#000000-                                                                   | ライデンフィルム                                | TOKYO MXほか       | 全12話 |
| 10月10日 - 2022年3月27日            | ルパン三世 PART6                                                                           | トムス・エンタテインメント                      | NTV                | 全25話 |
| 10月10日 - 2022年1月16日            | ワールドトリガー 3rdシーズン                                                               | 東映アニメーション                              | EX                 | 全14話 |
| 10月11日 - 12月27日                 | 逆転世界ノ電池少女                                                                         | Lerche                                          | AT-Xほか           | 全12話 |
| 10月11日 - 2022年3月31日            | BanG Dream! ガルパ☆ピコ ふぃーばー！                                                       | ダブトゥーンスタジオ                            | TOKYO MX、AT-Xほか | 全26話 |
| 10月12日 - 12月28日                 | 闘神機ジーズフレーム                                                                       | セブンストーン                                  | TOKYO MXほか       | 全12話 |
| 10月13日 - 12月29日                 | かぎなど（第1期）                                                                          | ライデンフィルム 京都スタジオ                   | TOKYO MXほか       | 全12話 |
| 10月13日 - 12月29日                 | Deep Insanity THE LOST CHILD                                                               | SILVER LINK.                                    | TOKYO MXほか       | 全12話 |
| 10月13日 - 2022年9月14日            | ポンコツクエスト〜魔王と派遣の魔物たち〜（第7期）                                          | vap、Pie in the sky                             | BS11               | 全12話 |
| 10月14日 - 2022年3月25日            | 王様ランキング                                                                             | WIT STUDIO                                      | CX                 | 全23話 |
| 10月15日 - 12月31日                 | 180秒で君の耳を幸せにできるか?                                                             | INDIVISION、エカチエピルカ                      | TOKYO MX           | 全12話 |
| 11月4日 - 11月18日                  | 猫ジョッキー（第2期）                                                                      | DLE                                             | ABC                | 全4話  |
| 12月4日 - 2023年3月11日             | 名探偵コナン 警察学校編 Wild Police Story                                                  | トムス・エンタテインメント                      | YTV                | 全5話  |
| 12月5日 - 2022年2月13日             | 鬼滅の刃 遊郭編                                                                            | ufotable                                        | CX、TOKYO MXほか   | 全11話 |
| 12月31日 - 2022年1月1日（特別番組） | 魔法科高校の劣等生 追憶編                                                                  | エイトビット                                    | TOKYO MXほか       | 全1話  |

1. ↑  10,11,12話はテレビでは未放送だがTVerやGyao!などの動画配信サービスにて配信されている。

## 2022年（令和4年）

### 2022年 1月 - 3月
| 開始日 - 終了日        | 作品名                                                             | 制作会社                             | 主放送局・系列            | 話数   |
| ---------------------- | ------------------------------------------------------------------ | ------------------------------------ | ------------------------- | ------ |
| 1月4日 - 2月23日       | イロドリミドリ                                                     | 暁                                   | TOKYO MX、AT-X、UX、HAB、 | 全8話  |
| 1月5日 - 3月30日       | ハコヅメ〜交番女子の逆襲〜                                         | マッドハウス                         | AT-X、TOKYO MXほか        | 全13話 |
| 1月5日 - 3月23日       | リアデイルの大地にて                                               | MAHO FILM                            | TOKYO MXほか              | 全13話 |
| 1月6日 - 3月24日       | オリエント                                                         | A・C・G・T                           | TX                        | 全12話 |
| 1月6日 - 3月31日       | 最遊記RELOAD-ZEROIN-                                               | ライデンフィルム                     | AT-X、TOKYO MXほか        | 全13話 |
| 1月6日 - 4月7日        | 東京24区                                                           | CloverWorks                          | TOKYO MXほか              | 全12話 |
| 1月7日 - 3月25日       | スローループ                                                       | CONNECT                              | AT-X、TOKYO MXほか        | 全12話 |
| 1月8日 - 3月26日       | からかい上手の高木さん3                                            | シンエイ動画                         | MBS                       | 全12話 |
| 1月8日 - 6月25日       | CUE!                                                               | ゆめ太カンパニー、グラフィニカ       | MBS                       | 全24話 |
| 1月8日 - 3月26日       | 失格紋の最強賢者                                                   | J.C.STAFF                            | TOKYO MXほか              | 全12話 |
| 1月8日 - 3月18日       | 終末のハーレム                                                     | Studio五組、AXsiZ                    | AT-X、TOKYO MXほか        | 全11話 |
| 1月8日 - 3月26日       | ジョジョの奇妙な冒険 ストーンオーシャン（第1クール）               | david production                     | TOKYO MXほか              | 全12話 |
| 1月8日 - 3月26日       | ドールズフロントライン                                             | 旭プロダクション                     | TOKYO MXほか              | 全12話 |
| 1月8日 -               | ニンジャラ                                                         | OLM                                  | TX                        |        |
| 1月9日 - 3月27日       | 明日ちゃんのセーラー服                                             | CloverWorks                          | TOKYO MX、BS朝日ほか      | 全12話 |
| 1月9日 - 3月14日       | 王子の本命は悪役令嬢                                               | studio HōKIBOSHI                     | TOKYO MX、BS11            | 全8話  |
| 1月9日 - 3月28日       | オンエアできない!                                                  | 神南スタジオ、スペースネコカンパニー | BSテレ東、TX              | 全12話 |
| 1月9日 - 4月3日        | 怪人開発部の黒井津さん                                             | Quad                                 | ABC                       | 全12話 |
| 1月9日 - 4月3日        | 現実主義勇者の王国再建記（第二部）                                 | J.C.STAFF                            | TOKYO MXほか              | 全13話 |
| 1月9日 - 3月29日       | 錆色のアーマ-黎明-                                                 | Kigumi                               | TOKYO MXほか              | 全12話 |
| 1月9日 - 4月4日        | 進撃の巨人 The Final Season（Part 2）                              | MAPPA                                | NHK総合                   | 全12話 |
| 1月9日 - 3月27日       | その着せ替え人形は恋をする                                         | CloverWorks                          | TOKYO MXほか              | 全12話 |
| 1月9日 - 3月27日       | 薔薇王の葬列                                                       | J.C.STAFF                            | TOKYO MXほか              | 全12話 |
| 1月9日 - 3月29日       | フットサルボーイズ!!!!!                                            | ディオメディア                       | TOKYO MXほか              | 全12話 |
| 1月9日 - 4月3日        | 闇芝居（第10期）                                                   | ILCA                                 | TX                        | 全12話 |
| 1月10日 - 3月18日      | ガル学。Ⅱ～LuckyStars～                                            | OLM                                  | TX                        | 全10話 |
| 1月10日 - 3月28日      | 佐々木と宮野                                                       | スタジオディーン                     | TOKYO MXほか              | 全12話 |
| 1月10日 - 3月29日      | 幻想三國誌 -天元霊心記-                                            | GEEKTOYS                             | BS12                      | 全12話 |
| 1月10日 - 3月28日      | トライブナイン                                                     | ライデンフィルム                     | TOKYO MXほか              | 全12話 |
| 1月10日 - 3月28日      | 範馬刃牙                                                           | トムス・エンタテインメント           | TOKYO MXほか              | 全12話 |
| 1月10日 - 3月28日      | プリンセスコネクト!Re:Dive Season2                                 | CygamesPictures                      | TOKYO MXほか              | 全12話 |
| 1月11日 - 3月29日      | 錆喰いビスコ                                                       | OZ                                   | TOKYO MXほか              | 全12話 |
| 1月11日 - 3月29日      | 天才王子の赤字国家再生術                                           | 横浜アニメーションラボ               | AT-X、TOKYO MX、BS日テレ  | 全12話 |
| 1月12日 - 3月30日      | 賢者の弟子を名乗る賢者                                             | studio A-CAT                         | TOKYO MXほか              | 全12話 |
| 1月12日 - 3月30日      | 異世界美少女受肉おじさんと                                         | OLM TEAM YOSHIOKA                    | TX                        | 全12話 |
| 1月12日 - 4月13日      | BABY-HAMITANG                                                      | ROBOT                                | TOKYO MXほか              | 全7話  |
| 1月13日 - 3月31日      | ありふれた職業で世界最強 2nd season                                | アスリード、studioMOTHER             | AT-X、TOKYO MXほか        | 全12話 |
| 1月13日 - 3月31日      | 殺し愛                                                             | プラチナビジョン                     | TOKYO MXほか              | 全12話 |
| 1月13日 - 3月24日      | 平家物語                                                           | サイエンスSARU                       | CX                        | 全11話 |
| 1月14日 - 8月12日      | あたしゃ川尻こだまだよ〜デンジャラスライフハッカーのただれた生活〜 | ラパントラック                       | CX                        | 全24話 |
| 1月14日 - 4月2日       | ヴァニタスの手記（第2クール）                                      | ボンズ                               | TOKYO MXほか              | 全12話 |
| 1月20日 - 12月29日     | お昼のショッカーさん                                               | 勝鬨スタジオ                         | TOKYO MX                  | 全50話 |
| 1月30日（特別番組）    | 永遠の831                                                          | CRAFTAR                              | WOWOW                     | 全1話  |
| 1月30日 - 4月17日      | リーマンズクラブ                                                   | ライデンフィルム                     | EX                        | 全12話 |
| 2月3日                 | ヘアピンダブル                                                     | FelixFilm/GA-CREW                    | BSフジ                    | 全1話  |
| 2月6日 - 2023年1月29日 | デリシャスパーティ♡プリキュア                                      | 東映アニメーション                   | ABC・EXほか               | 全45話 |

1. ↑  特別編1話を含む

### 2022年 4月 - 6月
| 開始日 - 終了日        | 作品名                                                             | 制作会社                                                          | 主放送局・系列         | 話数    |
| ---------------------- | ------------------------------------------------------------------ | ----------------------------------------------------------------- | ---------------------- | ------- |
| 4月2日 - 6月18日       | 阿波連さんははかれない                                             | FelixFilm                                                         | MBS                    | 全12話  |
| 4月2日 - 6月25日       | 群青のファンファーレ                                               | Lay-duce                                                          | TOKYO MXほか           | 全13話  |
| 4月2日 - 2023年3月25日 | シャドウバースF                                                    | ZEXCS                                                             | TX                     | 全50話  |
| 4月2日 - 6月18日       | じゃんたま PONG☆                                                   | SCOOTER FILMS                                                     | MBS                    | 全12話  |
| 4月2日 - 6月18日       | 処刑少女の生きる道                                                 | J.C.STAFF                                                         | TOKYO MXほか           | 全12話  |
| 4月2日 - 9月24日       | ラブオールプレー                                                   | 日本アニメーション、OLM                                           | YTV                    | 全24話  |
| 4月2日 - 6月25日       | ラブライブ!虹ヶ咲学園スクールアイドル同好会（第2期）               | サンライズ                                                        | TOKYO MXほか           | 全13話  |
| 4月2日 - 6月18日       | 理系が恋に落ちたので証明してみた。r=1-sinθ                         | ゼロジー                                                          | TOKYO MXほか           | 全12話  |
| 4月3日 - 6月19日       | 乙女ゲー世界はモブに厳しい世界です                                 | ENGI                                                              | AT-Xほか               | 全12話  |
| 4月3日 - 2023年3月26日 | キャップ革命 ボトルマンDX                                          | ガイナ                                                            | TVO                    | 全51話  |
| 4月3日 - 8月28日       | デュエル・マスターズ キングMAX                                     | ブレインズ・ベース、小学館ミュージック＆デジタル エンタテイメント | TX                     | 全17話  |
| 4月3日 - 6月26日       | ビルディバイド -#FFFFFF-                                           | ライデンフィルム                                                  | TOKYO MXほか           | 全12話  |
| 4月3日 - 6月19日       | ブラック★★ロックシューター DAWN FALL                               | バイブリーアニメーションスタジオ                                  | TOKYO MXほか           | 全12話  |
| 4月3日                 | マギアレコード 魔法少女まどか☆マギカ外伝 Final SEASON -浅き夢の暁- | シャフト                                                          | TOKYO MXほか           | 全4話   |
| 4月3日 - 2025年3月30日 | 遊☆戯☆王ゴーラッシュ!!                                             | ブリッジ                                                          | TX                     | 全151話 |
| 4月4日 - 8月29日       | インセクトランド                                                   | トムス・ジーニーズ                                                | NHK Eテレ              | 全26話  |
| 4月4日 - 6月6日        | 3秒後、野獣。～合コンで隅にいた彼は肉食でした                      | ステイプルエンタテインメント                                      | TOKYO MX、BS11         | 全8話   |
| 4月4日 -               | ちいかわ                                                           | 動画工房                                                          | CX                     |         |
| 4月4日 - 6月20日       | ヒーラー・ガール                                                   | Studio 3Hz                                                        | TOKYO MX、BS11         | 全12話  |
| 4月5日 - 5月31日       | 機動戦士ガンダム 鉄血のオルフェンズ 特別編                         | SUNRISE BEYOND                                                    | TOKYO MX、MBS、BS11    | 全9話   |
| 4月5日 - 6月21日       | パリピ孔明                                                         | P.A.WORKS                                                         | TOKYO MX、MBSほか      | 全12話  |
| 4月5日 - 5月10日       | 名探偵コナン ゼロの日常                                            | TMS/第1スタジオ                                                   | TOKYO MX、YTV          | 全6話   |
| 4月5日 - 6月22日       | 勇者、辞めます                                                     | EMTスクエアード                                                   | AT-Xほか               | 全12話  |
| 4月6日 - 6月22日       | RPG不動産                                                          | 動画工房                                                          | AT-Xほか               | 全12話  |
| 4月6日 - 6月22日       | 史上最強の大魔王、村人Aに転生する                                  | SILVER LINK.、BLADE                                               | AT-Xほか               | 全12話  |
| 4月6日 - 6月30日       | 盾の勇者の成り上がり Season2                                       | DR MOVIE                                                          | AT-Xほか               | 全13話  |
| 4月6日 - 6月22日       | であいもん                                                         | エンカレッジフィルムズ                                            | AT-Xほか               | 全12話  |
| 4月6日 - 6月22日       | トモダチゲーム                                                     | オクルトノボル                                                    | NTV                    | 全12話  |
| 4月6日 - 6月29日       | BIRDIE WING -Golf Girls' Story-（Season 1）                        | BN Pictures                                                       | TX                     | 全13話  |
| 4月6日 - 9月21日       | もっと!まじめにふまじめ かいけつゾロリ（第3期）                    | BN Pictures、亜細亜堂                                             | NHK Eテレ              | 全25話  |
| 4月7日 - 6月23日       | エスタブライフ グレイトエスケープ                                  | ポリゴン・ピクチュアズ                                            | CX                     | 全12話  |
| 4月7日 - 6月23日       | 骸骨騎士様、只今異世界へお出掛け中                                 | スタジオKAI、HORNETS                                              | AT-Xほか               | 全12話  |
| 4月7日 - 6月23日       | 古見さんは、コミュ症です。（第2期）                                | OLM TEAM KOJIMA                                                   | TX                     | 全12話  |
| 4月7日 - 6月23日       | 社畜さんは幼女幽霊に癒されたい。                                   | project No.9                                                      | AT-Xほか               | 全12話  |
| 4月7日 - 6月23日       | ヒロインたるもの!〜嫌われヒロインと内緒のお仕事〜                  | Lay-duce                                                          | TOKYO MXほか           | 全12話  |
| 4月8日 - 6月24日       | 恋は世界征服のあとで                                               | project No.9                                                      | AT-Xほか               | 全12話  |
| 4月8日 - 6月25日       | デート・ア・ライブIV                                               | GEEKTOYS                                                          | AT-X、TOKYO MXほか     | 全12話  |
| 4月8日 -               | 100秒でわかる名作劇場                                              | NHK                                                               | NHK Eテレ              |         |
| 4月8日 - 7月1日        | まちカドまぞく 2丁目                                               | J.C.STAFF                                                         | TBS                    | 全12話  |
| 4月8日 - 7月1日        | 魔法使い黎明期                                                     | 手塚プロダクション                                                | TBS                    | 全12話  |
| 4月9日 - 9月24日       | アオアシ                                                           | Production I.G                                                    | NHK Eテレ              | 全24話  |
| 4月9日 - 7月2日        | おしりたんてい（第6期）                                            | 東映アニメーション                                                | NHK Eテレ              | 全13話  |
| 4月9日 - 6月24日       | かぐや様は告らせたい -ウルトラロマンティック-                      | A-1 Pictures                                                      | TOKYO MX、MBSほか      | 全13話  |
| 4月9日 - 6月25日       | SPY×FAMILY（Season 1 第1クール）                                   | WIT STUDIO、CloverWorks                                           | TX                     | 全12話  |
| 4月9日 - 6月18日       | ダンス・ダンス・ダンスール                                         | MAPPA                                                             | MBS                    | 全11話  |
| 4月9日 - 6月11日       | 八十亀ちゃんかんさつにっき 4さつめ                                 | ハヤブサフィルム                                                  | TVA                    | 全10話  |
| 4月10日 - 7月10日      | 可愛いだけじゃない式守さん                                         | 動画工房                                                          | ABC                    | 全12話  |
| 4月10日 - 10月2日      | キングダム（第4シリーズ）                                          | ぴえろ、スタジオサインポスト                                      | NHK総合                | 全26話  |
| 4月10日 - 7月3日       | くノ一ツバキの胸の内                                               | CloverWorks                                                       | TOKYO MXほか           | 全13話  |
| 4月10日 - 6月27日      | このヒーラー、めんどくさい                                         | 寿門堂                                                            | AT-Xほか               | 全12話  |
| 4月11日 - 7月1日       | おにぱん!                                                          | WIT STUDIO                                                        | TX                     | 全12話  |
| 4月12日 - 7月1日       | 境界戦機（第二部）                                                 | SUNRISE BEYOND                                                    | TX                     | 全12話  |
| 4月12日 - 6月14日      | 本好きの下剋上 司書になるためには手段を選んでいられません（第3期） | 亜細亜堂                                                          | YTV、WOWOWプライムほか | 全10話  |
| 4月13日 - 6月29日      | かぎなど（第2期）                                                  | ライデンフィルム                                                  | TOKYO MXほか           | 全12話  |
| 4月15日 - 9月30日      | サマータイムレンダ                                                 | OLM TEAM KOJIMA                                                   | TOKYO MXほか           | 全25話  |
| 4月24日 - 10月2日      | カッコウの許嫁（Season1）                                          | シンエイ動画、SynergySP                                           | EX                     | 全24話  |
| 5月17日 - 5月31日      | 真・一騎当千                                                       | アームス                                                          | AT-X                   | 全3話   |

1. ↑  テレビ放送では22話を最後に放送中止となっている
2. ↑  23話から26話はYouTubeのTMSアニメ公式チャンネルにて2024年4月26日から期間限定で公開された

### 2022年 7月 - 9月
| 開始日 - 終了日         | 作品名                                                               | 制作会社                                                         | 主放送局・系列            | 話数   |
| ----------------------- | -------------------------------------------------------------------- | ---------------------------------------------------------------- | ------------------------- | ------ |
| 7月2日 - 9月17日        | 彼女、お借りします（第2期）                                          | トムス・エンタテインメント                                       | MBS                       | 全12話 |
| 7月2日 - 9月3日         | 神クズ☆アイドル                                                      | Studio五組                                                       | TX                        | 全10話 |
| 7月2日 - 9月24日        | シュート! Goal to the Future                                         | EMTスクエアード、マジックバス                                    | AT-Xほか                  | 全13話 |
| 7月2日 - 9月24日        | てっぺんっ!!!!!!!!!!!!!!!                                            | ドライブ                                                         | TOKYO MXほか              | 全12話 |
| 7月2日 - 9月17日        | むさしの!                                                            | A-Real                                                           | TVS                       | 全12話 |
| 7月2日 - 9月24日        | リコリス・リコイル                                                   | A-1 Pictures                                                     | BS11、TOKYO MXほか        | 全13話 |
| 7月3日 - 12月25日       | うたわれるもの 二人の白皇                                            | WHITE FOX                                                        | TOKYO MXほか              | 全28話 |
| 7月3日 - 9月25日        | Engage Kiss                                                          | A-1 Pictures                                                     | TOKYO MXほか              | 全13話 |
| 7月3日 - 9月18日        | ユーレイデコ                                                         | サイエンスSARU                                                   | TOKYO MXほか              | 全12話 |
| 7月3日 - 9月30日        | よふかしのうた （Season1）                                           | ライデンフィルム                                                 | CX                        | 全13話 |
| 7月3日 - 9月18日        | RWBY 氷雪帝国                                                        | シャフト                                                         | TOKYO MXほか              | 全12話 |
| 7月3日 - 9月25日        | 連盟空軍航空魔法音楽隊ルミナスウィッチーズ                           | シャフト                                                         | AT-Xほか                  | 全12話 |
| 7月4日 - 9月12日        | 転生賢者の異世界ライフ ～第二の職業を得て、世界最強になりました～    | REVOROOT                                                         | AT-Xほか                  | 全12話 |
| 7月4日 - 9月12日        | 森のくまさん、冬眠中。                                               | studio HōKIBOSHI                                                 | TOKYO MX、BS11            | 全9話  |
| 7月4日 - 9月26日        | ようこそ実力至上主義の教室へ 2nd Season                              | Lerche                                                           | AT-Xほか                  | 全13話 |
| 7月5日 - 9月27日        | オーバーロードⅣ                                                      | マッドハウス                                                     | AT-X、TOKYO MXほか        | 全13話 |
| 7月5日 - 9月27日        | カードファイト!! ヴァンガード will+Dress                             | Kinema citrus                                                    | TX                        | 全13話 |
| 7月5日 - 9月20日        | 金装のヴェルメイユ〜崖っぷち魔術師は最強の厄災と魔法世界を突き進む〜 | Staple Entertainment                                             | AT-Xほか                  | 全12話 |
| 7月6日 - 2023年3月8日   | 異世界おじさん                                                       | Atelier Pontdarc                                                 | AT-Xほか                  | 全13話 |
| 7月6日 - 9月21日        | 異世界迷宮でハーレムを                                               | パッショーネ                                                     | AT-Xほか                  | 全12話 |
| 7月6日 - 9月21日        | 邪神ちゃんドロップキックX                                            | ノーマッド                                                       | TOKYO MX、BSフジ、UHBほか | 全12話 |
| 7月6日 - 9月21日        | 東京ミュウミュウ にゅ～♡（第1期）                                    | ゆめ太カンパニー、グラフィニカ                                   | TX                        | 全12話 |
| 7月6日 - 9月21日        | 継母の連れ子が元カノだった                                           | project No.9                                                     | AT-Xほか                  | 全12話 |
| 7月6日 - 9月28日        | メイドインアビス 烈日の黄金郷                                        | キネマシトラス                                                   | AT-Xほか                  | 全12話 |
| 7月6日 - 9月21日        | 咲う アルスノトリア すんっ!                                          | ライデンフィルム                                                 | TOKYO MXほか              | 全12話 |
| 7月7日 - 9月22日        | 組長娘と世話係                                                       | feel.、GAINA                                                     | TOKYO MXほか              | 全12話 |
| 7月7日 - 9月29日        | 新テニスの王子様 U-17 WORLD CUP                                      | スタジオKAI、M.S.C                                               | TX                        | 全13話 |
| 7月8日 - 9月23日        | それでも歩は寄せてくる                                               | SILVER LINK.                                                     | TBS                       | 全12話 |
| 7月8日 - 9月30日        | ちみも                                                               | シンエイ動画                                                     | TX、BS朝日                | 全12話 |
| 7月8日 - 9月23日        | ブッチギレ!                                                          | ジェノスタジオ                                                   | TOKYO MXほか              | 全12話 |
| 7月9日 - 9月24日        | 黒の召喚士                                                           | サテライト                                                       | TOKYO MXほか              | 全12話 |
| 7月9日 - 9月24日        | シャドーハウス 2nd Season                                            | CloverWorks                                                      | TOKYO MXほか              | 全12話 |
| 7月9日 - 9月24日        | プリマドール                                                         | バイブリーアニメーションスタジオ                                 | TOKYO MXほか              | 全12話 |
| 7月9日 - 12月24日       | 惑星のさみだれ                                                       | NAZ                                                              | MBS                       | 全24話 |
| 7月10日 - 9月25日       | 異世界薬局                                                           | ディオメディア                                                   | AT-Xほか                  | 全12話 |
| 7月10日 - 9月25日       | Extreme Hearts                                                       | Seven Arcs                                                       | TOKYO MX、BS11            | 全12話 |
| 7月10日（特別番組）     | Dr.STONE 龍水                                                        | TMS/Die4studio                                                   | TOKYO MXほか              | 全1話  |
| 7月10日 - 9月25日       | ハナビちゃんは遅れがち                                               | GAINA                                                            | BS11ほか                  | 全12話 |
| 7月12日 - 9月27日       | オリエント 淡路島激闘編                                              | A・C・G・T                                                       | TX                        | 全12話 |
| 7月13日 - 10月19日      | シャインポスト                                                       | スタジオKAI                                                      | NTV                       | 全12話 |
| 7月14日 - 9月30日       | 5億年ボタン【公式】～菅原そうたのショートショート～                  | STUDIO SOTA                                                      | TOKYO MXほか              | 全12話 |
| 7月14日 - 9月29日       | はたらく魔王さま!!（1st Season）                                     | Studio 3Hz                                                       | TOKYO MXほか              | 全12話 |
| 7月17日 - 10月9日       | ラブライブ!スーパースター!!（第2期）                                 | サンライズ                                                       | NHK Eテレ                 | 全12話 |
| 7月23日 - 10月1日       | ダンジョンに出会いを求めるのは間違っているだろうかⅣ 新章 迷宮篇      | J.C.STAFF                                                        | TOKYO MXほか              | 全11話 |
| 7月24日 - 10月9日       | 最近雇ったメイドが怪しい                                             | SILVER LINK.、BLADE                                              | ABC                       | 全11話 |
| 7月28日 - 7月29日       | BanG Dream! Morfonication                                            | サンジゲン                                                       | TOKYO MXほか              | 全2話  |
| 8月4日 - 9月22日        | 夜は猫といっしょ                                                     | スタジオぷYUKAI                                                  | TOKYO MXほか              | 全16話 |
| 8月8日 - 8月19日        | ななし怪談（第1作）                                                  | ShoPro                                                           | TX                        | 全10話 |
| 8月8日 - 10月24日       | 風都探偵                                                             | スタジオKAI                                                      | TOKYO MX、SUN、BS11       | 全12話 |
| 8月19日（特別番組）     | D4DJ Double Mix                                                      | サンジゲン                                                       | TOKYO MXほか              | 全1話  |
| 9月4日 - 2023年3月26日  | デュエル・マスターズ WIN                                             | ブレインズ・ベース、小学館ミュージック&デジタル エンタテイメント | TX                        | 全29話 |
| 9月27日 - 2023年3月28日 | チキップダンサーズ（第2期）                                          | ファンワークス                                                   | NHK Eテレ                 | 全6話  |
| 9月30日 - 12月23日      | うちの師匠はしっぽがない                                             | ライデンフィルム                                                 | TOKYO MXほか              | 全13話 |

### 2022年 10月 - 12月
| 開始日 - 終了日          | 作品名                                                               | 制作会社                                       | 主放送局・系列 | 話数   |
| ------------------------ | -------------------------------------------------------------------- | ---------------------------------------------- | -------------- | ------ |
| 10月1日 - 12月17日       | 悪役令嬢なのでラスボスを飼ってみました                               | MAHO FILM                                      | TOKYO MXほか   | 全12話 |
| 10月1日 - 12月24日       | 宇崎ちゃんは遊びたい!ω                                               | ENGI                                           | AT-Xほか       | 全13話 |
| 10月1日 - 12月24日       | 後宮の烏                                                             | BN Pictures                                    | TOKYO MXほか   | 全13話 |
| 10月1日 - 12月24日       | SPY×FAMILY（Season 1 第2クール）                                     | WIT STUDIO、CloverWorks                        | TX             | 全13話 |
| 10月1日 - 12月17日       | 農民関連のスキルばっか上げてたら何故か強くなった。                   | studio A-CAT                                   | TOKYO MXほか   | 全12話 |
| 10月1日 - 2023年3月25日  | 僕のヒーローアカデミア（第6期）                                      | ボンズ                                         | YTV            | 全25話 |
| 10月2日 - 2023年2月26日  | アイドリッシュセブン Third BEAT!（第2クール）                        | TROYCA                                         | TOKYO MXほか   | 全17話 |
| 10月2日 - 2023年1月8日   | 機動戦士ガンダム 水星の魔女（Season1）                               | サンライズ                                     | MBS            | 全12話 |
| 10月2日 - 2023年3月26日  | ぷにるんず                                                           | OLM Digital                                    | TVO            | 全25話 |
| 10月2日 - 12月25日       | ベルセルク 黄金時代篇 MEMORIAL EDITION                               | STUDIO 4℃                                      | TOKYO MXほか   | 全13話 |
| 10月2日 - 12月18日       | ポプテピピック TVアニメーション作品第二シリーズ                      | スペースネコカンパニー、神風動画               | TOKYO MXほか   | 全12話 |
| 10月2日 - 12月25日       | 勇者パーティーを追放されたビーストテイマー、最強種の猫耳少女と出会う | EMTスクエアード                                | TOKYO MXほか   | 全13話 |
| 10月3日 - 2023年6月26日  | ゴールデンカムイ（第4期）                                            | ブレインズ・ベース                             | TOKYO MXほか   | 全13話 |
| 10月3日 - 12月19日       | 新米錬金術師の店舗経営                                               | ENGI                                           | AT-Xほか       | 全12話 |
| 10月3日 - 12月5日        | ハーレムきゃんぷっ!                                                  | studio HōKIBOSHI                               | TOKYO MXほか   | 全8話  |
| 10月3日 - 2023年9月27日  | まめきちまめこニートの日常                                           | 手塚プロダクション                             | CX             | 全87話 |
| 10月4日 - 12月20日       | 忍の一時                                                             | TROYCA                                         | AT-Xほか       | 全12話 |
| 10月4日 - 12月20日       | 名探偵コナン 犯人の犯沢さん                                          | TMS/第1スタジオ                                | TOKYO MX、YTV  | 全12話 |
| 10月5日 - 12月28日       | VAZZROCK THE ANIMATION                                               | ピー・アール・エー                             | TOKYO MXほか   | 全13話 |
| 10月5日 - 2023年3月29日  | おばけずかん!                                                        | ファンワークス                                 | TX             | 全13話 |
| 10月5日 - 2023年2月15日  | 陰の実力者になりたくて!                                              | Nexus                                          | AT-Xほか       | 全20話 |
| 10月5日 - 12月21日       | 転生したら剣でした（第1期）                                          | C2C                                            | TOKYO MXほか   | 全12話 |
| 10月5日 - 12月21日       | ヒューマンバグ大学 -不死学部不幸学科-                                | DLE                                            | TOKYO MXほか   | 全12話 |
| 10月5日 - 12月21日       | 不徳のギルド                                                         | ティー・エヌ・ケー                             | AT-Xほか       | 全12話 |
| 10月5日 - 12月21日       | ヤマノススメ Next Summit                                             | エイトビット                                   | TOKYO MXほか   | 全12話 |
| 10月6日 - 12月29日       | シルバニアファミリー フレアのハッピーダイアリー                      | LandQ Studios                                  | TOKYO MXほか   | 全13話 |
| 10月6日 - 12月22日       | Do It Yourself!! -どぅー・いっと・ゆあせるふ-                        | PINE JAM                                       | TX             | 全12話 |
| 10月6日 - 12月22日       | マブラヴ オルタネイティヴ（第二期）                                  | FLAGSHIP LINE、ゆめ太カンパニー、グラフィニカ  | CX             | 全12話 |
| 10月6日 - 12月22日       | 虫かぶり姫                                                           | マッドハウス                                   | AT-Xほか       | 全12話 |
| 10月6日 - 12月22日       | モブサイコ100 III                                                    | ボンズ                                         | TOKYO MXほか   | 全12話 |
| 10月7日 - 12月23日       | アキバ冥途戦争                                                       | P.A.WORKS                                      | TOKYO MXほか   | 全12話 |
| 10月7日 - 2023年3月17日  | メガトン級ムサシ シーズン2                                           | OLM TEAM INOUE                                 | TOKYO MXほか   | 全15話 |
| 10月7日 - 2023年1月3日   | 令和のデ・ジ・キャラット                                             | ライデンフィルム                               | TOKYO MXほか   | 全16話 |
| 10月8日 - 12月24日       | 聖剣伝説 Legend of Mana -The Teardrop Crystal-                       | グラフィニカ、横浜アニメーションラボ           | MBS            | 全12話 |
| 10月8日 - 12月24日       | ジョジョの奇妙な冒険 ストーンオーシャン（第2クール）                 | david production                               | TOKYO MXほか   | 全12話 |
| 10月8日 - 2023年3月4日   | 魔入りました!入間くん（第3期）                                       | BNピクチャーズ                                 | NHK Eテレ      | 全21話 |
| 10月9日 - 12月25日       | 夫婦以上、恋人未満。                                                 | studio MOTHER                                  | AT-Xほか       | 全12話 |
| 10月9日 - 2023年3月26日  | ブルーロック                                                         | エイトビット                                   | EX             | 全24話 |
| 10月9日 - 12月25日       | ぼっち・ざ・ろっく!                                                  | CloverWorks                                    | TOKYO MXほか   | 全12話 |
| 10月9日 - 2023年3月26日  | 弱虫ペダル LIMIT BREAK                                               | トムス・エンタテインメント                     | NHK総合        | 全25話 |
| 10月10日 - 12月26日      | ピーター・グリルと賢者の時間 Super Extra                             | ウルフズベイン、アニメーションスタジオ・セブン | TOKYO MXほか   | 全12話 |
| 10月11日 - 2023年3月28日 | 永久少年 Eternal Boys                                                | ライデンフィルム                               | CX             | 全24話 |
| 10月11日 - 2023年3月28日 | クールドジ男子                                                       | studioぴえろ                                   | TX             | 全24話 |
| 10月11日 - 12月27日      | BLEACH 千年血戦篇                                                    | studioぴえろ                                   | TX             | 全13話 |
| 10月12日 - 12月28日      | チェンソーマン                                                       | MAPPA                                          | TX             | 全12話 |
| 10月12日 - 12月28日      | 恋愛フロップス                                                       | パッショーネ                                   | AT-Xほか       | 全12話 |
| 10月13日 - 12月29日      | ある朝ダミーヘッドマイクになっていた俺クンの人生                     | インディビジョン、エカチエピルカ               | TOKYO MXほか   | 全12話 |
| 10月14日 - 2023年3月24日 | うる星やつら（第2作 第1期）                                          | david production                               | CX             | 全23話 |
| 10月16日 - 12月25日      | 4人はそれぞれウソをつく                                              | スタジオフラッド、studioぴえろ                 | ABC            | 全11話 |
| 10月23日 - 2023年3月12日 | 不滅のあなたへ（第2期）                                              | ドライブ                                       | NHK Eテレ      | 全20話 |
| 10月29日 - 12月17日      | アークナイツ【黎明前奏/PRELUDE TO DAWN】                             | Yostar Pictures                                | TX             | 全8話  |
| 11月4日 - 2023年3月25日  | 「艦これ」いつかあの海で                                             | ENGI                                           | TOKYO MXほか   | 全8話  |
| 12月5日 - 2023年6月19日  | 僕とロボコ                                                           | ぎゃろっぷ                                     | TX             | 全28話 |
| 12月23日（特別番組）     | ポケットモンスター 遥かなる青い空                                    | OLM                                            | TX             | 全1話  |

1. ↑  放送開始前の9月25日に配信上で先行公開された前日譚『PROLOGUE』を放送
2. ↑  アニメタイトルでは『メガトン級ムサシX』として記載

## 2023年（令和5年）

### 2023年 1月 - 3月
| 開始日 - 終了日        | 作品名                                                                                    | 制作会社                                        | 主放送局・系列         | 話数   |
| ---------------------- | ----------------------------------------------------------------------------------------- | ----------------------------------------------- | ---------------------- | ------ |
| 1月4日 - 3月22日       | 氷属性男子とクールな同僚女子                                                              | ゼロジー、リーベル                              | TOKYO MXほか           | 全12話 |
| 1月4日 - 3月22日       | 転生王女と天才令嬢の魔法革命                                                              | ディオメディア                                  | AT-X、TOKYO MXほか     | 全12話 |
| 1月4日 - 3月29日       | 文豪ストレイドッグス（第4期）                                                             | ボンズ                                          | TOKYO MX、BS11ほか     | 全13話 |
| 1月5日 - 3月23日       | お兄ちゃんはおしまい!                                                                     | スタジオバインド                                | AT-Xほか               | 全12話 |
| 1月5日 - 3月30日       | スパイ教室（1st season）                                                                  | feel.                                           | AT-Xほか               | 全12話 |
| 1月5日 - 3月30日       | ツルネ -つながりの一射-                                                                   | 京都アニメーション                              | TOKYO MXほか           | 全13話 |
| 1月5日 - 3月30日       | テクノロイド オーバーマインド                                                             | 動画工房                                        | TX                     | 全12話 |
| 1月5日 - 3月30日       | トモちゃんは女の子!                                                                       | Lay-duce                                        | TOKYO MX、BS11ほか     | 全13話 |
| 1月5日 - 3月23日       | REVENGER                                                                                  | 亜細亜堂                                        | TOKYO MXほか           | 全12話 |
| 1月6日 - 3月24日       | 異世界のんびり農家                                                                        | ゼロジー                                        | AT-Xほか               | 全12話 |
| 1月6日 - 3月24日       | シュガーアップル・フェアリーテイル（第1クール）                                           | J.C.STAFF                                       | AT-Xほか               | 全12話 |
| 1月6日 - 3月24日       | にじよん あにめーしょん                                                                   | サンライズ                                      | TOKYO MXほか           | 全12話 |
| 1月6日 - 3月24日       | 冰剣の魔術師が世界を統べる                                                                | クラウドハーツ                                  | TBS                    | 全12話 |
| 1月7日 - 4月1日        | Buddy Daddies                                                                             | P.A.WORKS                                       | TOKYO MXほか           | 全12話 |
| 1月7日 - 3月25日       | アルスの巨獣                                                                              | 旭プロダクション                                | MBS                    | 全12話 |
| 1月7日 - 3月25日       | 犬になったら好きな人に拾われた。                                                          | Quad                                            | TOKYO MXほか           | 全12話 |
| 1月7日 - 3月25日       | お隣の天使様にいつの間にか駄目人間にされていた件                                          | project No.9                                    | TOKYO MXほか           | 全12話 |
| 1月7日 - 3月25日       | 解雇された暗黒兵士（30代）のスローなセカンドライフ                                        | エンカレッジフィルムズ                          | TOKYO MXほか           | 全12話 |
| 1月7日 - 4月1日        | 最強陰陽師の異世界転生記                                                                  | スタジオブラン                                  | AT-X                   | 全13話 |
| 1月7日 - 4月8日        | ジョジョの奇妙な冒険 ストーンオーシャン（第3クール）                                      | david production                                | TOKYO MXほか           | 全14話 |
| 1月7日 - 3月18日       | ダンジョンに出会いを求めるのは間違っているだろうかIV 深章 厄災篇                          | J.C.STAFF                                       | TOKYO MXほか           | 全11話 |
| 1月7日 - 3月25日       | ツンデレ悪役令嬢リーゼロッテと実況の遠藤くんと解説の小林さん                              | 手塚プロダクション                              | MBS                    | 全12話 |
| 1月7日 - 3月25日       | TRIGUN STAMPEDE                                                                           | オレンジ                                        | TX                     | 全12話 |
| 1月7日 - 4月15日       | UniteUp!（第1期）                                                                         | CloverWorks                                     | TOKYO MXほか           | 全12話 |
| 1月8日 - 3月26日       | イジらないで、長瀞さん 2nd Attack                                                         | OLM TEAM INOUE                                  | TOKYO MXほか           | 全12話 |
| 1月8日 - 3月26日       | The Legend of Heroes 閃の軌跡 Northern War                                                | タツノコプロ                                    | TOKYO MXほか           | 全12話 |
| 1月8日 - 4月2日        | 東京リベンジャーズ 聖夜決戦編                                                             | ライデンフィルム                                | MBS、TX                | 全13話 |
| 1月8日 - 7月23日       | NieR:Automata Ver1.1a（第1クール）                                                        | A-1 Pictures                                    | TOKYO MXほか           | 全12話 |
| 1月8日 - 4月2日        | ノケモノたちの夜                                                                          | 葦プロダクション                                | TOKYO MXほか           | 全13話 |
| 1月8日 - 3月26日       | 便利屋斎藤さん、異世界に行く                                                              | C2C                                             | AT-Xほか               | 全12話 |
| 1月8日 - 9月24日       | 魔王学院の不適合者 II 〜史上最強の魔王の始祖、転生して子孫たちの学校へ通う〜（第1クール） | SILVER LINK.                                    | TOKYO MXほか           | 全12話 |
| 1月8日 - 3月26日       | 老後に備えて異世界で8万枚の金貨を貯めます                                                 | FelixFilm                                       | ABC                    | 全12話 |
| 1月9日 - 3月27日       | 神達に拾われた男2                                                                         | MAHO FILM                                       | TOKYO MXほか           | 全12話 |
| 1月9日 - 3月27日       | 吸血鬼すぐ死ぬ2                                                                           | マッドハウス                                    | TOKYO MXほか           | 全12話 |
| 1月9日 - 3月27日       | 虚構推理 Season2                                                                          | ブレインズ・ベース                              | TOKYO MX、BS日テレほか | 全12話 |
| 1月9日 - 3月13日       | しょうたいむ!2〜歌のお姉さんだってしたい〜                                                | ラビットゲート                                  | TOKYO MXほか           | 全8話  |
| 1月9日 - 3月20日       | セブンボイスミュージアム〜名画と7人の巨匠たち〜                                           | 大塚国際美術館                                  | サンテレビ             | 全11話 |
| 1月9日 - 3月27日       | HIGH CARD（season1）                                                                      | スタジオ雲雀                                    | AT-X、TOKYO MXほか     | 全12話 |
| 1月9日 - 4月3日        | もういっぽん!                                                                             | BAKKEN RECORD                                   | TX                     | 全13話 |
| 1月10日 - 9月26日      | あやかしトライアングル                                                                    | CONNECT                                         | BS11ほか               | 全12話 |
| 1月10日 - 6月20日      | ヴィンランド・サガ SEASON2                                                                | MAPPA                                           | TOKYO MXほか           | 全24話 |
| 1月10日 - 3月28日      | 英雄王、武を極めるため転生す 〜そして、世界最強の見習い騎士♀〜                            | スタジオコメット                                | TX                     | 全12話 |
| 1月10日 - 6月20日      | 久保さんは僕を許さない                                                                    | PINE JAM                                        | AT-Xほか               | 全12話 |
| 1月10日 - 3月28日      | 人間不信の冒険者たちが世界を救うようです                                                  | GEEKTOYS                                        | TOKYO MXほか           | 全12話 |
| 1月10日 - 3月28日      | もののがたり（第一章）                                                                    | BN Pictures                                     | TOKYO MXほか           | 全12話 |
| 1月11日 - 4月20日      | 痛いのは嫌なので防御力に極振りしたいと思います。2                                         | SILVER LINK.                                    | AT-Xほか               | 全12話 |
| 1月11日 - 3月15日      | とーとつにエジプト神2                                                                     | 颱風グラフィックス                              | TOKYO MX               | 全10話 |
| 1月11日 - 3月29日      | とんでもスキルで異世界放浪メシ                                                            | MAPPA                                           | TX                     | 全12話 |
| 1月11日 - 6月21日      | BASTARD!! -暗黒の破壊神-                                                                  | ライデンフィルム                                | BS11                   | 全24話 |
| 1月12日 - 3月23日      | 大雪海のカイナ                                                                            | ポリゴン・ピクチュアズ                          | CX                     | 全11話 |
| 1月13日 - 3月24日      | ポケットモンスター めざせポケモンマスター                                                 | OLM TEAM KATO                                   | TX                     | 全11話 |
| 1月13日 - 3月31日      | D4DJ All Mix                                                                              | サンジゲン                                      | TOKYO MXほか           | 全12話 |
| 1月14日 - 4月1日       | 真・進化の実〜知らないうちに勝ち組人生〜                                                  | HOTLINE                                         | TX                     | 全12話 |
| 1月14日 - 4月1日       | カードファイト!! ヴァンガード will+Dress Season2                                          | Kinema citrus、ぎふとアニメーション、STUDIOJEMI | TVA                    | 全12話 |
| 1月14日 - 3月18日      | 火狩りの王                                                                                | SIGNAL.MD                                       | WOWOW                  | 全10話 |
| 1月15日 - 2月5日       | 機動戦士ガンダム 閃光のハサウェイ TVエディション                                          | サンライズ                                      | MBS                    | 全4話  |
| 1月17日 - 1月31日      | 「FLAGLIA」～なつやすみの物語～                                                           | スタジオガイナ                                  | TOKYO MX               | 全6話  |
| 1月18日 - 4月5日       | 魔術士オーフェンはぐれ旅 アーバンラマ編                                                   | スタジオディーン                                | AT-Xほか               | 全12話 |
| 1月23日 - 3月30日      | コタローは1人暮らし                                                                       | ライデンフィルム                                | TOKYO MX、BS11         | 全10話 |
| 2月5日 - 2024年1月28日 | ひろがるスカイ!プリキュア                                                                 | 東映アニメーション                              | ABC                    | 全50話 |
| 2月12日 - 2月26日      | 機動戦士ガンダム サンダーボルト TVエディション                                            | サンライズ                                      | MBS                    | 全3話  |
| 3月4日                 | 進撃の巨人 The Final Season 完結編（前編）                                                | MAPPA                                           | NHK総合                | 全3話  |
| 3月5日 - 3月26日       | 機動戦士ガンダムNT TVエディション                                                         | サンライズ                                      | MBS                    | 全4話  |
| 3月21日 - 3月27日      | 夜廻り猫                                                                                  | SMDE                                            | NHK総合                | 全15話 |

### 2023年 4月 - 6月
| 開始日 - 終了日        | 作品名                                                                               | 制作会社                                                         | 主放送局・系列    | 話数   |
| ---------------------- | ------------------------------------------------------------------------------------ | ---------------------------------------------------------------- | ----------------- | ------ |
| 4月1日 - 4月3日        | かぐや様は告らせたい-ファーストキッスは終わらない-                                   | A-1 Pictures                                                     | TOKYO MX、MBSほか | 全4話  |
| 4月1日 - 7月1日        | 地獄楽（第一期）                                                                     | MAPPA                                                            | TX                | 全13話 |
| 4月1日 - 6月24日       | ちびゴジラの逆襲（第1期）                                                            | Pie in the sky                                                   | TX                | 全13話 |
| 4月1日 - 6月24日       | 天国大魔境                                                                           | Production I.G                                                   | TOKYO MXほか      | 全13話 |
| 4月1日 - 9月23日       | MIX MEISEI STORY 2ND SEASON〜二度目の夏、空の向こうへ〜                              | OLM Team Masuda                                                  | YTV               | 全24話 |
| 4月2日 - 10月1日       | EDENS ZERO（第2期）                                                                  | J.C.STAFF                                                        | NTV               | 全25話 |
| 4月2日 - 12月24日      | ゴー!ゴー!びーくるずー                                                               | OLM、シグナル・エムディ                                          | TX                | 全26話 |
| 4月2日 - 9月24日       | TIGER & BUNNY 2                                                                      | BN Pictures                                                      | NHK総合           | 全25話 |
| 4月2日 - 2024年3月31日 | デュエル・マスターズ WIN 決闘学園編                                                  | ブレインズ・ベース、小学館ミュージック&デジタル エンタテイメント | TX                | 全49話 |
| 4月2日 - 2025年3月30日 | 逃走中 グレートミッション                                                            | 東映アニメーション                                               | CX                | 全97話 |
| 4月2日 - 12月24日      | 冒険大陸 アニアキングダム                                                            | OLM、インフィニティビジョン                                      | TX                | 全39話 |
| 4月2日 - 6月18日       | 僕の心のヤバイやつ（第1期）                                                          | シンエイ動画                                                     | EX                | 全12話 |
| 4月2日 - 6月18日       | マイホームヒーロー                                                                   | 手塚プロダクション                                               | TOKYO MXほか      | 全12話 |
| 4月2日 - 6月25日       | 山田くんとLv999の恋をする                                                            | マッドハウス                                                     | TOKYO MXほか      | 全13話 |
| 4月3日 - 6月19日       | 異世界はスマートフォンとともに。2                                                    | J.C.STAFF                                                        | AT-X、TXほか      | 全12話 |
| 4月3日 - 6月19日       | くまクマ熊ベアーぱーんち!                                                            | EMTスクエアード                                                  | AT-Xほか          | 全12話 |
| 4月3日 - 6月5日        | 漣蒼士に処女を捧ぐ                                                                   | studio HōKIBOSHI                                                 | TOKYO MX、BS11    | 全8話  |
| 4月3日 - 6月19日       | 転生貴族の異世界冒険録〜自重を知らない神々の使徒〜                                   | EMTスクエアード、マジックバス                                    | TOKYO MXほか      | 全12話 |
| 4月3日 - 9月14日       | ぼさにまる                                                                           | maroyaka、soket                                                  | CX                | 全96話 |
| 4月4日 - 6月20日       | アリス・ギア・アイギス Expansion                                                     | ノーマッド                                                       | TOKYO MXほか      | 全12話 |
| 4月4日 - 6月20日       | 絆のアリル（ファーストシーズン）                                                     | WIT STUDIO、SIGNAL.MD                                            | TX                | 全12話 |
| 4月4日 - 6月20日       | スキップとローファー                                                                 | P.A.WORKS                                                        | TOKYO MXほか      | 全12話 |
| 4月4日 - 7月11日       | ユーチューニャー                                                                     | レスプリ                                                         | KBC               | 全15話 |
| 4月5日 - 6月21日       | 東京ミュウミュウ にゅ〜♡（第2期）                                                    | ゆめ太カンパニー、グラフィニカ                                   | TX                | 全12話 |
| 4月6日 - 6月29日       | アイドルマスター シンデレラガールズ U149                                             | CygamesPictures                                                  | TX                | 全12話 |
| 4月6日 - 7月6日        | 神無き世界のカミサマ活動                                                             | studioぱれっと                                                   | TOKYO MXほか      | 全12話 |
| 4月6日 - 6月22日       | この素晴らしい世界に爆焔を!                                                          | ドライブ                                                         | TOKYO MXほか      | 全12話 |
| 4月6日 - 6月15日       | Dr.STONE NEW WORLD（第1クール）                                                      | トムス・エンタテインメント                                       | TOKYO MXほか      | 全11話 |
| 4月6日 - 6月22日       | 魔法使いの嫁 SEASON2（第1クール）                                                    | スタジオカフカ                                                   | TOKYO MXほか      | 全12話 |
| 4月6日 - 6月22日       | 私の百合はお仕事です!                                                                | パッショーネ、スタジオリングス                                   | AT-Xほか          | 全12話 |
| 4月7日 - 6月30日       | 異世界でチート能力を手にした俺は、現実世界をも無双する〜レベルアップは人生を変えた〜 | ミルパンセ                                                       | TOKYO MXほか      | 全13話 |
| 4月7日 - 6月23日       | Opus.COLORs                                                                          | C-Station                                                        | TOKYO MXほか      | 全12話 |
| 4月7日 - 6月23日       | カワイスギクライシス                                                                 | SynergySP                                                        | TOKYO MXほか      | 全12話 |
| 4月7日 - 6月23日       | 勇者が死んだ!                                                                        | ライデンフィルム                                                 | TOKYO MXほか      | 全12話 |
| 4月8日 - 6月24日       | 異世界ワンターンキル姉さん 〜姉同伴の異世界生活はじめました〜                        | 月虹                                                             | TOKYO MXほか      | 全12話 |
| 4月8日 - 6月24日       | 江戸前エルフ                                                                         | C2C                                                              | MBS               | 全12話 |
| 4月8日 - 11月18日      | おしりたんてい（第7期）                                                              | 東映アニメーション                                               | NHK Eテレ         | 全15話 |
| 4月8日 - 7月1日        | ぐんまちゃん シーズン2                                                               | アセンション                                                     | BSフジ、GTVほか   | 全13話 |
| 4月8日 - 6月24日       | トニカクカワイイ（第2期）                                                            | Seven Arcs                                                       | TOKYO MXほか      | 全12話 |
| 4月8日 - 6月24日       | BIRDIE WING -Golf Girls' Story-（Season 2）                                          | BN Pictures                                                      | TX                | 全12話 |
| 4月8日 - 7月1日        | マッシュル-MASHLE-                                                                   | A-1 Pictures                                                     | TOKYO MXほか      | 全12話 |
| 4月8日 - 6月24日       | 魔法少女マジカルデストロイヤーズ                                                     | バイブリーアニメーションスタジオ                                 | MBS               | 全12話 |
| 4月8日 - 6月24日       | 女神のカフェテラス（第1期）                                                          | 手塚プロダクション                                               | MBS               | 全12話 |
| 4月8日 - 6月24日       | 六道の悪女たち                                                                       | サテライト                                                       | TOKYO MXほか      | 全12話 |
| 4月9日 - 10月8日       | 青のオーケストラ（第1期）                                                            | 日本アニメーション                                               | NHK Eテレ         | 全24話 |
| 4月9日 - 6月25日       | 異世界召喚は二度目です                                                               | スタジオエル                                                     | ABC               | 全12話 |
| 4月9日 - 6月25日       | おとなりに銀河                                                                       | 旭プロダクション                                                 | TOKYO MXほか      | 全12話 |
| 4月9日 - 7月2日        | 機動戦士ガンダム 水星の魔女（Season2）                                               | サンライズ                                                       | MBS               | 全12話 |
| 4月9日 - 6月18日       | 鬼滅の刃 刀鍛冶の里編                                                                | ufotable                                                         | CX                | 全11話 |
| 4月9日 - 7月2日        | 事情を知らない転校生がグイグイくる。                                                 | スタジオ サインポスト                                            | TOKYO MXほか      | 全13話 |
| 4月9日 - 6月25日       | ワールドダイスター                                                                   | Lerche                                                           | TOKYO MXほか      | 全12話 |
| 4月10日 - 6月26日      | 彼女が公爵邸に行った理由                                                             | 颱風グラフィックス                                               | AT-Xほか          | 全12話 |
| 4月11日 - 7月4日       | 君は放課後インソムニア                                                               | ライデンフィルム                                                 | TX                | 全13話 |
| 4月11日 - 6月27日      | デッドマウント・デスプレイ（第1クール）                                              | GEEKTOYS                                                         | TOKYO MXほか      | 全12話 |
| 4月12日 - 6月28日      | THE MARGINAL SERVICE                                                                 | Studio 3Hz                                                       | NTV               | 全12話 |
| 4月12日 - 6月28日      | 魔術士オーフェンはぐれ旅 聖域編                                                      | スタジオディーン                                                 | TOKYO MXほか      | 全12話 |
| 4月12日 - 6月28日      | 【推しの子】（第1期）                                                                | 動画工房                                                         | TOKYO MXほか      | 全11話 |
| 4月13日 - 6月29日      | でんでんの電脳電車                                                                   | STUDIO HUIT                                                      | CBCほか           | 全12話 |
| 4月14日 - 6月16日      | 王様ランキング 勇気の宝箱                                                            | WIT STUDIO                                                       | CX                | 全10話 |
| 4月14日 -              | ポケットモンスター（2023）                                                           | OLM TEAM KATO                                                    | TX                |        |
| 4月15日 - 6月17日      | 終末のワルキューレⅡ（前編）                                                          | グラフィニカ、ゆめ太カンパニー                                   | TOKYO MXほか      | 全15話 |
| 4月20日 - 9月28日      | 贄姫と獣の王                                                                         | J.C.STAFF                                                        | TOKYO MXほか      | 全24話 |
| 6月29日 - 9月14日      | BanG Dream! It's MyGO!!!!!                                                           | サンジゲン                                                       | TOKYO MXほか      | 全13話 |

### 2023年 7月 - 9月
| 開始日 - 終了日         | 作品名                                                     | 制作会社                                        | 主放送局・系列       | 話数   |
| ----------------------- | ---------------------------------------------------------- | ----------------------------------------------- | -------------------- | ------ |
| 7月1日 - 9月23日        | ホリミヤ -piece-                                           | CloverWorks                                     | TOKYO MXほか         | 全13話 |
| 7月2日 - 9月17日        | AYAKA -あやか-                                             | スタジオブラン                                  | TOKYO MXほか         | 全12話 |
| 7月2日 - 10月1日        | うちの会社の小さい先輩の話                                 | project No.9                                    | EX                   | 全12話 |
| 7月2日 - 10月1日        | 実は俺、最強でした?                                        | Staple Entertainment                            | ABC                  | 全12話 |
| 7月2日 - 9月24日        | 幻日のヨハネ -SUNSHINE in the MIRROR-                      | サンライズ                                      | TOKYO MXほか         | 全13話 |
| 7月2日（特別番組）      | Fate/strange Fake -Whispers of Dawn-                       | A-1 Pictures                                    | TOKYO MX、BS11       | 全1話  |
| 7月2日 - 9月17日        | ライザのアトリエ 〜常闇の女王と秘密の隠れ家〜              | ライデンフィルム                                | TOKYO MXほか         | 全12話 |
| 7月3日 - 9月4日         | 夫婦交歓〜戻れない夜〜                                     | studio HōKIBOSHI                                | TOKYO MX・BS11       | 全8話  |
| 7月3日 - 9月18日        | 政宗くんのリベンジR                                        | SILVER LINK.                                    | TOKYO MXほか         | 全12話 |
| 7月3日 - 9月24日        | 無職転生 II 〜異世界行ったら本気だす〜（第1クール）        | スタジオバインド                                | TOKYO MXほか         | 全12話 |
| 7月3日 - 9月18日        | Lv1魔王とワンルーム勇者                                    | SILVER LINK.、BLADE                             | AT-Xほか             | 全12話 |
| 7月4日 - 9月19日        | おかしな転生                                               | SynergySP                                       | TX                   | 全12話 |
| 7月4日 - 9月26日        | 好きな子がめがねを忘れた                                   | GoHands                                         | TOKYO MX             | 全13話 |
| 7月4日 - 9月19日        | もののがたり（第二章）                                     | BN Pictures                                     | TOKYO MXほか         | 全12話 |
| 7月4日 - 9月19日        | 夢見る男子は現実主義者                                     | Studio五組、AXsiZ                               | TX                   | 全12話 |
| 7月5日 - 9月20日        | 自動販売機に生まれ変わった俺は迷宮を彷徨う（第1期）        | Studio五組、AXsiZ                               | TOKYO MXほか         | 全12話 |
| 7月5日 - 9月20日        | わたしの幸せな結婚（第1期）                                | キネマシトラス                                  | TOKYO MXほか         | 全12話 |
| 7月6日 - 9月28日        | アンデッドガール・マーダーファルス                         | ラパントラック                                  | CX                   | 全13話 |
| 7月6日 - 10月5日        | シルバニアファミリー フレアのゴー・フォー・ドリーム!       | LandQ Studios                                   | TOKYO MX             | 全13話 |
| 7月6日 - 12月28日       | 呪術廻戦（第2期）                                          | MAPPA                                           | MBS                  | 全23話 |
| 7月7日 - 9月22日        | シュガーアップル・フェアリーテイル（第2クール）            | J.C.STAFF                                       | TOKYO MXほか         | 全12話 |
| 7月7日 - 9月22日        | 悲劇の元凶となる最強外道ラスボス女王は民の為に尽くします。 | OLM Team Yoshioka                               | MBS、TOKYO MXほか    | 全12話 |
| 7月7日 - 9月22日        | 百姓貴族                                                   | Pie in the sky                                  | TOKYO MX・BS朝日ほか | 全12話 |
| 7月7日 - 12月15日       | るろうに剣心 -明治剣客浪漫譚-（第2作 序幕東京）            | ライデンフィルム                                | CX                   | 全24話 |
| 7月8日 - 9月30日        | いきものさん                                               | ニューディアー、東映アニメーション              | MBS                  | 全12話 |
| 7月8日 - 9月30日        | AIの遺電子                                                 | マッドハウス                                    | MBS                  | 全12話 |
| 7月8日 - 10月7日        | カードファイト!! ヴァンガード will+Dress Season3           | Kinema citrus、ぎふとアニメーション、STUDIOJEMI | TVA                  | 全13話 |
| 7月8日 - 9月30日        | 彼女、お借りします（第3期）                                | トムス・エンタテインメント                      | MBS                  | 全12話 |
| 7月8日 - 12月23日       | シャドウバースF セブンシャドウズ編                         | ZEXCS                                           | TX                   | 全25話 |
| 7月8日 - 9月23日        | スプリガン                                                 | david production                                | TOKYO MXほか         | 全12話 |
| 7月8日 - 9月30日        | デキる猫は今日も憂鬱                                       | GoHands                                         | MBS                  | 全13話 |
| 7月8日 - 10月14日       | 七つの魔剣が支配する                                       | J.C.STAFF                                       | TOKYO MXほか         | 全15話 |
| 7月8日 - 9月30日        | BLEACH 千年血戦篇-訣別譚-                                  | Studioぴえろ                                    | TX                   | 全13話 |
| 7月8日 - 9月23日        | ライアー・ライアー                                         | GEEKTOYS                                        | TOKYO MXほか         | 全12話 |
| 7月8日 - 9月23日        | レベル1だけどユニークスキルで最強です                      | MAHO FILM                                       | TOKYO MXほか         | 全12話 |
| 7月9日 - 9月24日        | 英雄教室                                                   | アクタス                                        | TOKYO MXほか         | 全12話 |
| 7月9日 - 9月24日        | 死神坊ちゃんと黒メイド（第2期）                            | J.C.STAFF                                       | TOKYO MXほか         | 全12話 |
| 7月9日 - 12月25日       | ゾン100〜ゾンビになるまでにしたい100のこと〜               | BUG FILMS                                       | MBS                  | 全12話 |
| 7月9日 - 9月24日        | てんぷる                                                   | 月虹                                            | TOKYO MX、BS11ほか   | 全12話 |
| 7月9日 - 10月1日        | 闇芝居（第11期）                                           | ILCA                                            | TX                   | 全13話 |
| 7月10日 - 12月25日      | ダークギャザリング                                         | OLM                                             | TOKYO MXほか         | 全25話 |
| 7月11日 - 9月26日       | SYNDUALITY Noir（第1クール）                               | エイトビット                                    | TX                   | 全12話 |
| 7月12日 - 9月20日       | 文豪ストレイドッグス（第5期）                              | ボンズ                                          | TOKYO MX、BS11ほか   | 全11話 |
| 7月12日 - 12月20日      | Helck                                                      | サテライト                                      | NTV                  | 全24話 |
| 7月13日 - 9月28日       | 白聖女と黒牧師                                             | 動画工房                                        | TOKYO MXほか         | 全12話 |
| 7月13日 - 9月28日       | スパイ教室（2nd Season）                                   | feel.                                           | AT-Xほか             | 全12話 |
| 7月13日 - 9月28日       | はたらく魔王さま!!（2nd Season）                           | Studio 3Hz                                      | TOKYO MXほか         | 全12話 |
| 7月14日 - 9月29日       | 聖者無双〜サラリーマン、異世界で生き残るために歩む道〜     | 横浜アニメーションラボ、クラウドハーツ          | TBS                  | 全12話 |
| 8月7日 - 8月11日        | ななし怪談（第2作）                                        | ShoPro                                          | TX                   | 全5話  |
| 9月2日 - 9月9日         | 五等分の花嫁∽                                              | シャフト                                        | TBS                  | 全2話  |
| 9月25日 - 2024年3月25日 | チキップダンサーズ（第3期）                                | ファンワークス                                  | NHK Eテレ            | 全26話 |
| 9月28日 - 12月21日      | 冒険者になりたいと都に出て行った娘がSランクになってた      | 颱風グラフィックス                              | AT-Xほか             | 全13話 |
| 9月29日 - 12月22日      | お嬢と番犬くん                                             | project No.9                                    | TOKYO MXほか         | 全13話 |
| 9月29日 - 2024年3月22日 | 葬送のフリーレン（第1期）                                  | マッドハウス                                    | NTV                  | 全28話 |
| 9月30日 - 2024年3月23日 | め組の大吾 救国のオレンジ                                  | ブレインズ・ベース                              | YTV                  | 全23話 |

### 2023年 10月 - 12月
| 開始日 - 終了日          | 作品名                                                           | 制作会社                                     | 主放送局・系列 | 話数   |
| ------------------------ | ---------------------------------------------------------------- | -------------------------------------------- | -------------- | ------ |
| 10月1日 - 12月17日       | オーバーテイク!                                                  | TROYCA                                       | AT-Xほか       | 全12話 |
| 10月1日 - 2024年6月30日  | キャプテン翼シーズン2 ジュニアユース編                           | スタジオKAI                                  | TX             | 全39話 |
| 10月1日 - 2024年3月31日  | シャングリラ・フロンティア（1st season）                         | C2C                                          | MBS            | 全25話 |
| 10月1日 - 12月17日       | でこぼこ魔女の親子事情                                           | A-Real                                       | TOKYO MXほか   | 全12話 |
| 10月1日 - 2024年3月31日  | 範馬刃牙（第2期）                                                | トムス・エンタテインメント                   | TOKYO MXほか   | 全27話 |
| 10月1日 - 2024年3月31日  | ラグナクリムゾン                                                 | SILVER LINK.                                 | TOKYO MXほか   | 全24話 |
| 10月2日 - 12月4日        | しーくれっとみっしょん〜潜入捜査官は絶対に負けない!〜            | ラビットゲート                               | TOKYO MX・BS11 | 全8話  |
| 10月2日 - 12月18日       | MFゴースト（1st Season）                                         | FelixFilm                                    | TOKYO MXほか   | 全12話 |
| 10月2日 - 12月25日       | 鴨乃橋ロンの禁断推理（1st Season）                               | ディオメディア                               | TOKYO MXほか   | 全13話 |
| 10月2日 - 12月19日       | B-PROJECT〜熱烈*ラブコール〜                                     | 旭プロダクション                             | TX             | 全12話 |
| 10月2日 - 12月26日       | ミギとダリ                                                       | GEEKTOYS、CompTown                           | AT-Xほか       | 全13話 |
| 10月3日 - 12月19日       | SHY（第1期）                                                     | エイトビット                                 | TX             | 全12話 |
| 10月3日 - 12月19日       | 聖女の魔力は万能です Season2                                     | ディオメディア                               | AT-Xほか       | 全12話 |
| 10月3日 - 12月19日       | 聖剣学院の魔剣使い                                               | パッショーネ                                 | TX             | 全12話 |
| 10月3日 - 12月19日       | とあるおっさんのVRMMO活動記                                      | MAHO FILM                                    | BS11ほか       | 全12話 |
| 10月3日 - 12月26日       | Paradox Live THE ANIMATION                                       | PINE JAM                                     | TOKYO MXほか   | 全12話 |
| 10月3日 - 12月19日       | 私の推しは悪役令嬢。                                             | プラチナビジョン                             | TOKYO MXほか   | 全12話 |
| 10月4日 - 12月20日       | 陰の実力者になりたくて! 2nd season                               | Nexus                                        | AT-Xほか       | 全12話 |
| 10月4日 - 12月20日       | 婚約破棄された令嬢を拾った俺が、イケナイことを教え込む           | ゼロジー、デジタルネットワークアニメーション | TOKYO MXほか   | 全12話 |
| 10月4日 - 12月27日       | 東京リベンジャーズ 天竺編                                        | ライデンフィルム                             | MBS、TX        | 全13話 |
| 10月4日 - 12月20日       | ブルバスター                                                     | NUT                                          | AT-Xほか       | 全12話 |
| 10月5日 - 12月28日       | ウマ娘 プリティーダービー Season 3                               | スタジオKAI                                  | TOKYO MXほか   | 全13話 |
| 10月5日 - 12月21日       | カミエラビ GOD.app                                               | UNEND                                        | CX             | 全12話 |
| 10月5日 - 12月21日       | 絆のアリル（セカンドシーズン）                                   | WIT STUDIO、SIGNAL.MD                        | TX             | 全12話 |
| 10月5日 - 12月28日       | 16bitセンセーション ANOTHER LAYER                                | st.シルバー                                  | TOKYO MXほか   | 全13話 |
| 10月5日 - 12月21日       | ビックリメン                                                     | シンエイ動画、レスプリ                       | TOKYO MXほか   | 全12話 |
| 10月5日 - 12月21日       | 暴食のベルセルク                                                 | A・C・G・T                                   | TOKYO MXほか   | 全12話 |
| 10月5日 - 12月21日       | 魔法使いの嫁 SEASON2（第2クール）                                | スタジオカフカ                               | TOKYO MXほか   | 全12話 |
| 10月5日 - 12月22日       | 柚木さんちの四兄弟。                                             | 朱夏                                         | AT-Xほか       | 全12話 |
| 10月6日 - 12月22日       | アンダーニンジャ                                                 | 手塚プロダクション                           | TBS            | 全12話 |
| 10月6日 - 12月23日       | 経験済みなキミと、経験ゼロなオレが、お付き合いする話。           | ENGI                                         | AT-Xほか       | 全12話 |
| 10月6日 - 12月23日       | ゴブリンスレイヤーII                                             | ライデンフィルム                             | AT-Xほか       | 全12話 |
| 10月6日 - 12月22日       | 盾の勇者の成り上がり Season 3                                    | キネマシトラス                               | AT-Xほか       | 全12話 |
| 10月6日 -                | BEYBLADE X                                                       | OLM TEAM MASUDA                              | TX             |        |
| 10月6日 - 12月29日       | レヱル・ロマネスク2                                              | 横浜アニメーションラボ、クラウドハーツ       | TOKYO MX       | 全13話 |
| 10月7日 - 11月25日       | アークナイツ【冬隠帰路/PERISH IN FROST】                         | Yostar Pictures                              | TX             | 全8話  |
| 10月7日 - 12月23日       | 新しい上司はど天然                                               | A-1 Pictures                                 | TOKYO MXほか   | 全12話 |
| 10月7日 - 2024年3月23日  | アンデッドアンラック                                             | david production                             | MBS            | 全24話 |
| 10月7日 - 12月23日       | カノジョも彼女 Season 2                                          | SynergySP                                    | MBS            | 全12話 |
| 10月7日 - 12月23日       | キボウノチカラ〜オトナプリキュア'23〜                            | 東映アニメーション、スタジオディーン         | NHK Eテレ      | 全12話 |
| 10月7日 - 12月23日       | 最果てのパラディン 鉄錆の山の王                                  | OLM、SUNRISE BEYOND                          | TOKYO MXほか   | 全12話 |
| 10月7日 - 12月23日       | SPY×FAMILY（Season 2）                                           | WIT STUDIO、CloverWorks                      | テレビ東京系列 | 全12話 |
| 10月7日 - 12月23日       | はめつのおうこく                                                 | 横浜アニメーションラボ                       | MBS            | 全12話 |
| 10月7日 - 12月30日       | ひきこまり吸血姫の悶々                                           | project No.9                                 | TOKYO MXほか   | 全12話 |
| 10月7日 - 12月30日       | 『ヒプノシスマイク-Division Rap Battle-』Rhyme Anima +           | A-1 Pictures                                 | TOKYO MXほか   | 全13話 |
| 10月8日 - 12月24日       | アイドルマスター ミリオンライブ!                                 | 白組                                         | TX             | 全12話 |
| 10月8日 - 2024年3月31日  | オチビサン                                                       | スタジオカラー                               | NHK総合        | 全24話 |
| 10月8日 - 12月24日       | 帰還者の魔法は特別です（第1期）                                  | アルボアニメーション                         | TOKYO MXほか   | 全12話 |
| 10月8日 - 12月24日       | 君のことが大大大大大好きな100人の彼女（第1期）                   | バイブリーアニメーションスタジオ             | TOKYO MXほか   | 全12話 |
| 10月8日 - 12月24日       | ティアムーン帝国物語〜断頭台から始まる、姫の転生逆転ストーリー〜 | SILVER LINK.                                 | TOKYO MXほか   | 全12話 |
| 10月8日 - 2024年3月31日  | 七つの大罪 黙示録の四騎士（第1期）                               | テレコム・アニメーションフィルム             | TBS            | 全24話 |
| 10月8日 - 2024年2月6日   | 豚のレバーは加熱しろ                                             | project No.9                                 | TOKYO MXほか   | 全12話 |
| 10月8日 - 12月24日       | ポーション頼みで生き延びます!                                    | 寿門堂                                       | ABC            | 全12話 |
| 10月8日 - 12月24日       | 僕らの雨いろプロトコル                                           | Quad                                         | EX             | 全12話 |
| 10月9日 - 2024年1月15日  | 川越ボーイズ・シング                                             | evg                                          | TOKYO MXほか   | 全12話 |
| 10月9日 - 12月25日       | 星屑テレパス                                                     | Studio五組                                   | TOKYO MXほか   | 全12話 |
| 10月10日 - 12月26日      | デッドマウント・デスプレイ（第2クール）                          | GEEKTOYS                                     | TOKYO MXほか   | 全12話 |
| 10月12日 - 12月21日      | Dr.STONE NEW WORLD（第2クール）                                  | トムス・エンタテインメント                   | TOKYO MXほか   | 全11話 |
| 10月13日 - 11月3日       | 放課後少年花子くん                                               | Lerche                                       | TBS            | 全4話  |
| 10月21日 - 11月18日      | 終末のワルキューレII（後編）                                     | グラフィニカ、ゆめ太カンパニー               | TOKYO MXほか   | 全5話  |
| 10月22日 - 2024年3月24日 | 薬屋のひとりごと（第1期）                                        | TOHO animation STUDIO、OLM                   | NTV            | 全24話 |
| 10月22日 - 2024年3月17日 | ドッグシグナル                                                   | 冨嶽                                         | NHK Eテレ      | 全20話 |
| 11月5日                  | 進撃の巨人 The Final Season 完結編（後編）                       | MAPPA                                        | NHK総合        | 全4話  |
| 11月12日 - 12月24日      | 地球外少年少女                                                   | Production +h.                               | NHK総合        | 全6話  |
| 12月19日 - 2024年1月15日 | カッラフルなエッッブリデイ                                       | 中京テレビ                                   | CTV            | 全26話 |
| 12月26日                 | 邪神ちゃんドロップキック【世紀末編】                             | マカリア                                     | BS日テレ       | 全1話  |
| 12月30日                 | BURN THE WITCH #0.8                                              | teamヤマヒツヂ、スタジオコロリド             | TX             | 全1話  |

## 2024年（令和6年）

### 2024年 1月 - 3月
| 開始日 - 終了日        | 作品名                                                                                        | 制作会社                                        | 主放送局・系列 | 話数   |
| ---------------------- | --------------------------------------------------------------------------------------------- | ----------------------------------------------- | -------------- | ------ |
| 1月3日 - 3月20日       | 異修羅（第1期）                                                                               | パッショーネ                                    | TOKYO MXほか   | 全12話 |
| 1月3日 - 3月27日       | 弱キャラ友崎くん 2nd STAGE                                                                    | project No.9                                    | AT-Xほか       | 全13話 |
| 1月3日 - 3月27日       | BASTARD!! -暗黒の破壊神-地獄の鎮魂歌編                                                        | ライデンフィルム                                | BS11           | 全15話 |
| 1月3日 - 3月27日       | 魔法少女にあこがれて（第1期）                                                                 | 旭プロダクション                                | AT-Xほか       | 全13話 |
| 1月3日 - 3月24日       | ようこそ実力至上主義の教室へ 3rd Season                                                       | Lerche                                          | AT-Xほか       | 全13話 |
| 1月4日 - 6月13日       | ダンジョン飯                                                                                  | TRIGGER                                         | TOKYO MXほか   | 全24話 |
| 1月4日 - 3月21日       | 魔都精兵のスレイブ                                                                            | Seven Arcs                                      | AT-Xほか       | 全12話 |
| 1月5日 - 3月22日       | 佐々木とピーちゃん（第1期）                                                                   | SILVER LINK.                                    | AT-Xほか       | 全12話 |
| 1月5日 - 3月22日       | 即死チートが最強すぎて、異世界のやつらがまるで相手にならないんですが。                        | オクルトノボル                                  | TOKYO MXほか   | 全12話 |
| 1月5日 - 3月29日       | 超普通県チバ伝説                                                                              | フロンティアワークス                            | TOKYO MXほか   | 全13話 |
| 1月6日 - 3月23日       | 結婚指輪物語（第1期）                                                                         | Staple Entertainment                            | AT-Xほか       | 全12話 |
| 1月6日 - 3月30日       | 治癒魔法の間違った使い方                                                                      | スタジオアド、シンエイ動画                      | TOKYO MXほか   | 全13話 |
| 1月6日 - 3月30日       | 貼りまわれ!こいぬ                                                                             | オペラハウス                                    | TX             | 全12話 |
| 1月6日 - 3月23日       | ぽんのみち                                                                                    | OLM                                             | MBS            | 全12話 |
| 1月6日 - 3月30日       | マッシュル-MASHLE- 神覚者候補選抜試験編                                                       | A-1 Pictures                                    | TOKYO MXほか   | 全12話 |
| 1月6日 - 3月23日       | 百千さん家のあやかし王子                                                                      | ドライブ                                        | TOKYO MXほか   | 全12話 |
| 1月6日 - 3月23日       | ゆびさきと恋々                                                                                | 亜細亜堂                                        | TOKYO MXほか   | 全12話 |
| 1月7日 - 3月24日       | 青の祓魔師 島根啓明結社篇                                                                     | スタジオヴォルン                                | TOKYO MXほか   | 全12話 |
| 1月7日 - 3月31日       | 俺だけレベルアップな件                                                                        | A-1 Pictures                                    | TOKYO MXほか   | 全12話 |
| 1月7日 - 3月24日       | 異世界でもふもふなでなでするためにがんばってます。                                            | EMTスクエアード                                 | TOKYO MXほか   | 全12話 |
| 1月7日 - 3月24日       | 最強タンクの迷宮攻略〜体力9999のレアスキル持ちタンク、勇者パーティーを追放される〜            | STUDIO POLON                                    | ABC            | 全12話 |
| 1月7日 - 3月24日       | 真の仲間じゃないと勇者のパーティーを追い出されたので、辺境でスローライフすることにしました2nd | スタジオフラッド                                | AT-Xほか       | 全12話 |
| 1月7日 - 3月31日       | 僕の心のヤバイやつ（第2期）                                                                   | シンエイ動画                                    | EX             | 全13話 |
| 1月7日 - 3月24日       | ループ7回目の悪役令嬢は、元敵国で自由気ままな花嫁生活を満喫する                               | スタジオKAI、HORNETS                            | AT-Xほか       | 全12話 |
| 1月8日 - 3月25日       | 休日のわるものさん                                                                            | シンエイ動画、SynergySP                         | TX             | 全12話 |
| 1月8日 - 6月24日       | 月が導く異世界道中（第二幕）                                                                  | J.C.STAFF                                       | TOKYO MXほか   | 全25話 |
| 1月8日 - 3月25日       | 望まぬ不死の冒険者                                                                            | CONNECT                                         | AT-Xほか       | 全12話 |
| 1月8日 - 3月25日       | HIGH CARD（season2）                                                                          | スタジオ雲雀                                    | AT-Xほか       | 全12話 |
| 1月8日 - 3月11日       | 悶えてよ、アダムくん                                                                          | studio HōKIBOSHI                                | TOKYO MXほか   | 全8話  |
| 1月9日 - 3月26日       | 悪役令嬢レベル99 〜私は裏ボスですが魔王ではありません〜                                       | 寿門堂                                          | AT-Xほか       | 全12話 |
| 1月9日 - 3月26日       | 愚かな天使は悪魔と踊る                                                                        | Children's Playground Entertainment             | TX             | 全12話 |
| 1月9日 - 3月26日       | SYNDUALITY Noir（第2クール）                                                                  | エイトビット                                    | TX             | 全12話 |
| 1月9日 - 3月26日       | 道産子ギャルはなまらめんこい                                                                  | SILVER LINK.、BLADE                             | TX             | 全12話 |
| 1月9日 - 3月26日       | 姫様“拷問”の時間です（第1期）                                                                 | PINE JAM                                        | TOKYO MXほか   | 全12話 |
| 1月10日 - 3月27日      | 外科医エリーゼ                                                                                | MAHO FILM                                       | AT-Xほか       | 全12話 |
| 1月10日 - 4月2日       | SHAMAN KING FLOWERS                                                                           | ブリッジ                                        | TX             | 全13話 |
| 1月11日 - 3月28日      | 月刊モー想科学                                                                                | OLM、Team Yoshioka                              | TOKYO MXほか   | 全12話 |
| 1月11日 - 3月28日      | 30歳まで童貞だと魔法使いになれるらしい                                                        | サテライト                                      | TX             | 全12話 |
| 1月11日 - 4月4日       | 戦国妖狐 世直し姉弟編                                                                         | WHITE FOX                                       | TOKYOMXほか    | 全12話 |
| 1月11日 - 4月4日       | メタリックルージュ                                                                            | ボンズ                                          | CX             | 全13話 |
| 1月11日 - 3月28日      | 勇気爆発バーンブレイバーン                                                                    | CygamesPictures                                 | TBS            | 全12話 |
| 1月12日 - 6月21日      | うる星やつら（第2作 第2期）                                                                   | david production                                | CX             | 全23話 |
| 1月12日 - 3月29日      | 最弱テイマーはゴミ拾いの旅を始めました。                                                      | STUDIO MASSKET                                  | TOKYO MXほか   | 全12話 |
| 1月12日 - 4月5日       | 魔女と野獣                                                                                    | 横浜アニメーションラボ                          | TBS            | 全12話 |
| 1月12日 - 3月29日      | 名湯『異世界の湯』開拓記 〜アラフォー温泉マニアの転生先は、のんびり温泉天国でした〜           | BloomZ、ウルフズベイン                          | TOKYO MXほか   | 全12話 |
| 1月13日 - 4月20日      | カードファイト!! ヴァンガード Divinez                                                         | Kinema citrus、ぎふとアニメーション、STUDIOJEMI | TVA            | 全13話 |
| 1月13日 - 3月30日      | スナックバス江                                                                                | スタジオぷYUKAI                                 | TOKYO MXほか   | 全13話 |
| 1月13日 - 4月6日       | ぶっちぎり?!                                                                                  | MAPPA                                           | TX             | 全12話 |
| 1月14日 - 3月31日      | キングダム（第5シリーズ）                                                                     | ぴえろ、スタジオサインポスト                    | NHK総合        | 全13話 |
| 1月14日 - 3月17日      | 火狩りの王（第2期）                                                                           | SIGNAL.MD                                       | WOWOW          | 全10話 |
| 1月14日 - 3月31日      | 明治撃剣-1874-                                                                                | つむぎ秋田アニメLab                             | BS松竹東急     | 全10話 |
| 1月15日 - 4月7日       | 闇芝居（第12期）                                                                              | ILCA                                            | TX             | 全13話 |
| 2月4日 - 2025年1月26日 | わんだふるぷりきゅあ!                                                                         | 東映アニメーション                              | ABC・EXほか    | 全50話 |
| 2月11日 - 2月25日      | ガンダムビルドメタバース                                                                      | SUNRISE BEYOND                                  | TX             | 全3話  |

### 2024年 4月 - 6月
| 開始日 - 終了日         | 作品名                                                                                   | 制作会社                                     | 主放送局・系列     | 話数   |
| ----------------------- | ---------------------------------------------------------------------------------------- | -------------------------------------------- | ------------------ | ------ |
| 4月1日 - 6月24日        | 神は遊戯に飢えている。                                                                   | ライデンフィルム                             | AT-Xほか           | 全13話 |
| 4月1日 -                | ゴー!ゴー!キッチン戦隊クックルン（6代目）（実写+アニメ）                                 | ODDJOB                                       | NHK Eテレ          |        |
| 4月1日 - 6月24日        | 終末トレインどこへいく?                                                                  | EMTスクエアード                              | AT-Xほか           | 全12話 |
| 4月2日 - 6月18日        | あげおとティム                                                                           | 小学館ミュージック&デジタル エンタテイメント | TX                 | 全12話 |
| 4月2日 - 9月24日        | 狼と香辛料 MERCHANT MEETS THE WISE WOLF（第1期）                                         | パッショーネ                                 | TX                 | 全25話 |
| 4月2日 - 6月18日        | 出来損ないと呼ばれた元英雄は、実家から追放されたので好き勝手に生きることにした           | スタジオディーン、マーヴィージャック         | TX                 | 全12話 |
| 4月2日 - 6月18日        | 転生したら第七王子だったので、気ままに魔術を極めます（第1期）                            | つむぎ秋田アニメLab                          | TX                 | 全12話 |
| 4月2日 - 5月21日        | 刀剣乱舞 廻 -虚伝 燃ゆる本能寺-                                                          | ドメリカ                                     | TOKYO MXほか       | 全8話  |
| 4月3日 - 2025年3月26日  | ちびゴジラの逆襲（第2期）                                                                | Pie in the sky                               | TX                 | 全52話 |
| 4月4日 - 6月20日        | バーテンダー 神のグラス                                                                  | リーベル                                     | TX                 | 全12話 |
| 4月4日 - 6月20日        | 花野井くんと恋の病                                                                       | イーストフィッシュスタジオ                   | TBS                | 全12話 |
| 4月4日 - 6月20日        | ゆるキャン△ SEASON3                                                                      | エイトビット                                 | AT-X、BS11ほか     | 全12話 |
| 4月5日 - 6月21日        | アストロノオト                                                                           | テレコム・アニメーションフィルム             | TOKYO MXほか       | 全12話 |
| 4月5日 - 6月28日        | WIND BREAKER（Season 1）                                                                 | CloverWorks                                  | MBS                | 全13話 |
| 4月5日 - 9月27日        | 転生したらスライムだった件（第3期）                                                      | エイトビット                                 | NTV                | 全26話 |
| 4月5日 - 6月21日        | にじよん あにめーしょん2                                                                 | サンライズ                                   | TOKYO MX、BS11ほか | 全12話 |
| 4月5日 - 6月21日        | 変人のサラダボウル                                                                       | SynergySP、スタジオコメット                  | TBS                | 全12話 |
| 4月5日 - 6月21日        | 魔王の俺が奴隷エルフを嫁にしたんだが、どう愛でればいい?                                  | ブレインズ・ベース                           | TOKYO MXほか       | 全12話 |
| 4月5日 - 6月28日        | 魔法科高校の劣等生（第3期）                                                              | エイトビット                                 | TOKYO MXほか       | 全13話 |
| 4月5日 - 6月21日        | Re:Monster                                                                               | スタジオディーン                             | TOKYO MXほか       | 全12話 |
| 4月6日 - 6月22日        | アイドルマスター シャイニーカラーズ（1st season）                                        | ポリゴン・ピクチュアズ                       | テレビ東京ほか     | 全12話 |
| 4月6日 - 6月29日        | オーイ! とんぼ（第1期）                                                                  | OLM                                          | TX                 | 全13話 |
| 4月6日 - 11月16日       | おしりたんてい（第8期）                                                                  | 東映アニメーション                           | NHK Eテレ          | 全15話 |
| 4月6日 - 6月29日        | ガールズバンドクライ                                                                     | 東映アニメーション                           | TOKYO MX、BS11ほか | 全13話 |
| 4月6日 - 9月21日        | 烏は主を選ばない                                                                         | ぴえろ                                       | NHK総合            | 全20話 |
| 4月6日 - 6月22日        | クマーバ                                                                                 | クリエイティブハウスポケット                 | TX                 | 全12話 |
| 4月6日 - 6月29日        | SHIBUYA♡HACHI（第1クール）                                                               | 日本アニメーション                           | TX                 | 全13話 |
| 4月6日 - 6月22日        | HIGHSPEED Étoile                                                                         | Studio A-CAT                                 | MBS                | 全12話 |
| 4月6日 - 6月22日        | ワンルーム、日当たり普通、天使つき。                                                     | オクルトノボル                               | TOKYO MXほか       | 全12話 |
| 4月7日 - 6月23日        | ヴァンパイア男子寮                                                                       | スタジオブラン                               | TOKYO MXほか       | 全12話 |
| 4月7日 - 9月29日        | ザ・ファブル                                                                             | 手塚プロダクション                           | NTV                | 全25話 |
| 4月7日 - 6月16日        | じいさんばあさん若返る                                                                   | 月虹                                         | AT-Xほか           | 全11話 |
| 4月7日 - 6月23日        | 死神坊ちゃんと黒メイド（第3期）                                                          | J.C.STAFF                                    | TOKYO MXほか       | 全12話 |
| 4月7日 - 2025年2月2日   | シンカリオン チェンジ ザ ワールド                                                        | シグナル・エムディ、Production I.G           | TX                 | 全39話 |
| 4月7日 - 6月30日        | 戦隊大失格（1st season）                                                                 | Yostar Pictures                              | TBS                | 全12話 |
| 4月7日 - 6月23日        | 転生貴族、鑑定スキルで成り上がる（第1期）                                                | studioMOTHER                                 | CBC                | 全12話 |
| 4月7日 - 6月30日        | となりの妖怪さん                                                                         | ライデンフィルム                             | ABC                | 全13話 |
| 4月7日 - 6月30日        | 響け!ユーフォニアム3                                                                     | 京都アニメーション                           | NHK Eテレ          | 全13話 |
| 4月7日 -                | ひみつのアイプリ                                                                         | OLM、DONGWOO A&E                             | TX                 |        |
| 4月7日 - 6月23日        | ブルーアーカイブ The Animation                                                           | Yostar Pictures、studio CANDYBOX             | TX                 | 全12話 |
| 4月7日 - 10月6日        | 夜桜さんちの大作戦（第1期）                                                              | SILVER LINK.                                 | MBS                | 全27話 |
| 4月7日 - 6月23日        | 夜のクラゲは泳げない                                                                     | 動画工房                                     | TOKYO MXほか       | 全12話 |
| 4月8日 - 6月10日        | 当て馬キャラのくせして、スパダリ王子に寵愛されています。                                 | studio HōKIBOSHI                             | TOKYO MX、BS11     | 全8話  |
| 4月8日 - 7月1日         | 無職転生 II 〜異世界行ったら本気だす〜（第2クール）                                      | スタジオバインド                             | TOKYO MXほか       | 全12話 |
| 4月8日 - 6月24日        | Lv2からチートだった元勇者候補のまったり異世界ライフ                                      | J.C.STAFF                                    | AT-Xほか           | 全12話 |
| 4月9日 - 6月25日        | Unnamed Memory（第1期）                                                                  | ENGI                                         | AT-Xほか           | 全12話 |
| 4月9日 - 6月25日        | ただいま、おかえり                                                                       | スタジオディーン                             | TOKYO MXほか       | 全12話 |
| 4月9日 - 6月25日        | リンカイ!                                                                                | トムス・エンタテインメント                   | TOKYO MXほか       | 全12話 |
| 4月10日 - 6月26日       | 怪異と乙女と神隠し                                                                       | ゼロジー                                     | AT-Xほか           | 全12話 |
| 4月10日 - 6月19日       | この素晴らしい世界に祝福を!3                                                             | ドライブ                                     | TOKYO MXほか       | 全11話 |
| 4月10日 - 6月26日       | 声優ラジオのウラオモテ                                                                   | CONNECT                                      | AT-Xほか           | 全12話 |
| 4月10日 - 6月26日       | デート・ア・ライブV                                                                      | GEEKTOYS                                     | TOKYO MX、AT-Xほか | 全12話 |
| 4月10日 - 7月3日        | 忘却バッテリー                                                                           | MAPPA                                        | TX                 | 全12話 |
| 4月11日 - 6月27日       | 喧嘩独学                                                                                 | オクルトノボル                               | CX                 | 全12話 |
| 4月12日 - 7月25日       | 魔王学院の不適合者 II〜史上最強の魔王の始祖、転生して子孫たちの学校へ通う〜（第2クール） | SILVER LINK.                                 | TOKYO MXほか       | 全12話 |
| 4月13日 - 6月29日       | 怪獣8号（第1期）                                                                         | Production I.G                               | TX                 | 全12話 |
| 4月13日 - 6月22日       | 黒執事 -寄宿学校編-                                                                      | CloverWorks                                  | TOKYO MXほか       | 全11話 |
| 4月13日 - 9月28日       | シャドウバースF アーク編                                                                 | ZEXCS                                        | TX                 | 全23話 |
| 4月14日 - 12月29日      | ささやくように恋を唄う                                                                   | 横浜アニメーションラボ、クラウドハーツ       | EX                 | 全12話 |
| 4月14日 - 6月30日       | THE NEW GATE                                                                             | 横浜アニメーションラボ、クラウドハーツ       | TOKYO MXほか       | 全12話 |
| 4月25日 - 2025年3月18日 | ポンコツクエスト〜魔王と派遣の魔物たち〜（第8期）                                        | vap、Pie in the sky                          | BS11               | 全12話 |
| 5月1日 - 6月19日        | 宇宙戦艦ヤマト2205 新たなる旅立ち                                                        | サテライト                                   | BS11ほか           | 全8話  |
| 5月4日 - 10月12日       | 僕のヒーローアカデミア（第7期）                                                          | ボンズ                                       | YTV                | 全21話 |
| 5月12日 - 6月30日       | 鬼滅の刃 柱稽古編                                                                        | ufotable                                     | CX                 | 全8話  |
| 5月25日 - 6月29日       | Nyaaaanvy                                                                                | レスプリ                                     | TX                 | 全6話  |
| 6月7日 - 7月12日        | まぁるい彼女と残念な彼氏                                                                 | Imageworks Studio                            | CBC                | 全6話  |

### 2024年 7月 - 9月
| 開始日 - 終了日       | 作品名                                                             | 制作会社                                        | 主放送局・系列     | 話数   |
| --------------------- | ------------------------------------------------------------------ | ----------------------------------------------- | ------------------ | ------ |
| 7月2日 - 9月24日      | 新米オッサン冒険者、最強パーティに死ぬほど鍛えられて無敵になる。   | ゆめ太カンパニー                                | TX                 | 全12話 |
| 7月2日 - 9月24日      | SHY（第2期）                                                       | エイトビット                                    | TX                 | 全12話 |
| 7月2日 - 9月24日      | NINJA KAMUI                                                        | E&H production                                  | TOKYO MX           | 全13話 |
| 7月2日 - 9月17日      | 僕の妻は感情がない                                                 | 手塚プロダクション                              | TOKYO MXほか       | 全12話 |
| 7月3日 - 10月6日      | 【推しの子】（第2期）                                              | 動画工房                                        | TOKYO MXほか       | 全13話 |
| 7月3日 - 12月25日     | 多数欠                                                             | サテライト                                      | NTV                | 全24話 |
| 7月3日 - 9月18日      | 時々ボソッとロシア語でデレる隣のアーリャさん（Season1）            | 動画工房                                        | TOKYO MXほか       | 全12話 |
| 7月3日 - 9月18日      | 魔王軍最強の魔術師は人間だった                                     | studio A-CAT                                    | TOKYO MXほか       | 全12話 |
| 7月4日 - 9月19日      | 義妹生活                                                           | スタジオディーン                                | AT-Xほか           | 全12話 |
| 7月4日 - 9月19日      | 黄昏アウトフォーカス                                               | スタジオディーン                                | TOKYO MXほか       | 全12話 |
| 7月4日 - 9月19日      | ラーメン赤猫                                                       | E&H production                                  | TBS                | 全12話 |
| 7月5日 - 9月20日      | 俺は全てを【パリイ】する 〜逆勘違いの世界最強は冒険者になりたい〜  | OLM                                             | TOKYO MX、BS11ほか | 全12話 |
| 7月5日 - 9月20日      | 疑似ハーレム                                                       | ノーマッド                                      | TOKYO MXほか       | 全12話 |
| 7月5日 - 9月27日      | 先輩はおとこのこ                                                   | project No.9                                    | CX                 | 全12話 |
| 7月5日 - 9月27日      | NieR:Automata Ver1.1a（第2クール）                                 | A-1 Pictures                                    | TOKYO MXほか       | 全12話 |
| 7月5日 - 12月13日     | 2.5次元の誘惑（第1期）                                             | J.C.STAFF                                       | TOKYO MXほか       | 全24話 |
| 7月5日 - 9月27日      | ハズレ枠の【状態異常スキル】で最強になった俺がすべてを蹂躙するまで | Seven Arcs                                      | TBS                | 全12話 |
| 7月5日 - 9月20日      | 女神のカフェテラス（第2期）                                        | 手塚プロダクション                              | MBS                | 全12話 |
| 7月6日 - 9月7日       | 異世界スーサイド・スクワッド                                       | WIT STUDIO                                      | TOKYO MX、BS11     | 全10話 |
| 7月6日 - 10月12日     | カードファイト!! ヴァンガード Divinez（Season2）                   | Kinema citrus、ぎふとアニメーション、STUDIOJEMI | TVA                | 全13話 |
| 7月6日 - 9月28日      | グレンダイザーU                                                    | GAINA                                           | TX                 | 全13話 |
| 7月6日 - 9月28日      | この世界は不完全すぎる                                             | 100studio、studioぱれっと                       | MBS                | 全13話 |
| 7月6日 - 9月28日      | ダンジョンの中のひと                                               | OLM                                             | TBS                | 全12話 |
| 7月6日 - 9月28日      | 天穂のサクナヒメ                                                   | P.A.WORKS                                       | TX                 | 全13話 |
| 7月6日 - 9月28日      | 逃げ上手の若君（第一期）                                           | CloverWorks                                     | TOKYO MXほか       | 全12話 |
| 7月6日 - 9月21日      | 貼りまわれ!こいぬ（第2期）                                         | ぴえろ                                          | TX                 | 全12話 |
| 7月6日 - 9月21日      | 魔導具師ダリヤはうつむかない                                       | 颱風グラフィックス、イマジカインフォス          | AT-Xほか           | 全12話 |
| 7月6日 - 9月21日      | モブから始まる探索英雄譚                                           | 月虹                                            | TOKYO MXほか       | 全12話 |
| 7月7日 - 9月22日      | エルフさんは痩せられない。                                         | Elias                                           | TOKYO MXほか       | 全12話 |
| 7月7日 - 9月22日      | キン肉マン 完璧超人始祖編（Season 1）                              | Production I.G                                  | CBC                | 全12話 |
| 7月7日 - 12月29日     | 神之塔 -Tower of God- 王子の帰還                                   | アンサー・スタジオ                              | TOKYO MXほか       | 全26話 |
| 7月7日 - 9月22日      | 現代誤訳                                                           | ILCASHIPS                                       | TOKYO MXほか       | 全12話 |
| 7月7日 - 9月22日      | しかのこのこのここしたんたん                                       | WIT STUDIO                                      | TOKYO MXほか       | 全12話 |
| 7月7日 - 9月15日      | 小市民シリーズ（第1期）                                            | ラパントラック                                  | EX                 | 全10話 |
| 7月7日 - 9月22日      | 0歳児スタートダッシュ物語                                          | 株式会社秋水社                                  | TVS                | 全12話 |
| 7月7日 - 9月29日      | 杖と剣のウィストリア（第1期）                                      | アクタス、バンダイナムコピクチャーズ            | TBS                | 全12話 |
| 7月7日 - 9月23日      | 菜なれ花なれ                                                       | P.A.WORKS                                       | TX                 | 全12話 |
| 7月7日 - 9月22日      | VTuberなんだが配信切り忘れたら伝説になってた                       | ティー・エヌ・ケー                              | TOKYO MXほか       | 全12話 |
| 7月7日 - 2025年1月5日 | FAIRY TAIL 100年クエスト                                           | J.C.STAFF                                       | TX                 | 全25話 |
| 7月8日 - 9月23日      | 異世界ゆるり紀行 〜子育てしながら冒険者します〜                    | EMTスクエアード                                 | TX                 | 全12話 |
| 7月8日 - 9月23日      | 真夜中ぱんチ                                                       | P.A.WORKS                                       | TOKYO MX、AT-Xほか | 全12話 |
| 7月8日 - 9月9日       | よあそびぐらしっ!                                                  | studioHōKIBOSHI                                 | TOKYO MXほか       | 全8話  |
| 7月9日 - 9月24日      | 異世界失格                                                         | Atelier Pontdarc                                | AT-Xほか           | 全12話 |
| 7月9日 - 9月24日      | エグミレガシー                                                     | スタジオアウトリガー                            | AT-X               | 全12話 |
| 7月9日 - 9月24日      | かつて魔法少女と悪は敵対していた。                                 | ボンズ                                          | AT-Xほか           | 全12話 |
| 7月10日 -             | キミと僕の最後の戦場、あるいは世界が始まる聖戦（Season2）          | SILVER LINK.、studioぱれっと                    | AT-Xほか           |        |
| 7月10日 - 9月25日     | 恋は双子で割り切れない                                             | ROLL2                                           | AT-Xほか           | 全12話 |
| 7月12日 - 9月13日     | ばいばい、アース（第1シーズン）                                    | ライデンフィルム                                | WOWOWほか          | 全10話 |
| 7月13日 - 12月21日    | JOCHUM                                                             | ファンワークス                                  | CX                 | 全26話 |
| 7月13日 - 9月28日     | なぜ僕の世界を誰も覚えていないのか?                                | project No.9                                    | TOKYO MXほか       | 全12話 |
| 7月14日 - 10月6日     | ATRI -My Dear Moments-                                             | TROYCA                                          | TOKYO MXほか       | 全13話 |
| 7月14日 - 9月29日     | 負けヒロインが多すぎる!                                            | A-1 Pictures                                    | TOKYO MXほか       | 全12話 |
| 7月15日 - 10月7日     | 闇芝居（第13期）                                                   | ILCA                                            | TX                 | 全13話 |
| 7月18日 - 12月26日    | 戦国妖狐 千魔混沌編                                                | WHITE FOX                                       | TOKYO MXほか       | 全22話 |
| 7月20日 - 8月30日     | 未来の黒幕系悪役令嬢モリアーティーの異世界完全犯罪白書             | Imageworks Studio                               | CBC                | 全6話  |
| 8月8日 - 11月28日     | デリコズ・ナーサリー                                               | J.C.STAFF                                       | TOKYO MXほか       | 全13話 |
| 9月6日 - 10月11日     | 監禁区域レベルX                                                    | Imagica Infos、Imageworks Studio                | CBC                | 全6話  |
| 9月29日 - 12月22日    | 転生貴族、鑑定スキルで成り上がる（第2期）                          | studio MOTHER                                   | CBC                | 全12話 |
| 9月29日 - 12月29日    | 〈物語〉シリーズ オフ&モンスターシーズン                           | シャフト                                        | TOKYO MXほか       | 全14話 |

### 2024年 10月 - 12月
| 開始日 - 終了日          | 作品名                                                           | 制作会社                         | 主放送局・系列 | 話数   |
| ------------------------ | ---------------------------------------------------------------- | -------------------------------- | -------------- | ------ |
| 10月1日 - 12月24日       | 嘆きの亡霊は引退したい（第1クール）                              | ゼロジー                         | TOKYO MXほか   | 全13話 |
| 10月2日 - 12月18日       | アクロトリップ                                                   | Voil                             | TOKYO MXほか   | 全12話 |
| 10月2日 - 2025年3月26日  | 甘神さんちの縁結び                                               | ドライブ                         | TX             | 全24話 |
| 10月2日 - 11月20日       | Re:ゼロから始める異世界生活（第3期襲撃編）                       | WHITE FOX                        | TOKYO MXほか   | 全8話  |
| 10月2日 - 12月25日       | 歴史に残る悪女になるぞ                                           | MAHO FILM                        | TOKYO MXほか   | 全13話 |
| 10月3日 - 2025年3月27日  | アオのハコ                                                       | テレコム・アニメーションフィルム | TBS            | 全25話 |
| 10月3日 -                | 齢5000年の草食ドラゴン、いわれなき邪竜認定 season2               | LAN STUDIO                       | TOKYO MXほか   |        |
| 10月3日 - 12月19日       | カミエラビ シーズン2完結編                                       | UNEND                            | CX             | 全12話 |
| 10月3日 - 12月19日       | きのこいぬ                                                       | C-Station                        | AT-X           | 全12話 |
| 10月3日 - 12月19日       | 結婚するって、本当ですか                                         | 葦プロダクション                 | TOKYO MXほか   | 全12話 |
| 10月3日 - 12月26日       | 新テニスの王子様 U-17 WORLD CUP SEMIFINAL                        | M.S.C                            | TX             | 全13話 |
| 10月3日 - 12月19日       | ネガポジアングラー                                               | NUT                              | AT-Xほか       | 全12話 |
| 10月4日 - 12月20日       | 株式会社マジルミエ（第1期）                                      | 萌、J.C.STAFF                    | NTV            | 全12話 |
| 10月4日 - 12月20日       | ダンダダン（第1期）                                              | サイエンスSARU                   | MBS            | 全12話 |
| 10月4日 - 2025年3月28日  | トリリオンゲーム                                                 | マッドハウス                     | TBS            | 全26話 |
| 10月4日 - 12月20日       | ハミダシクリエイティブ                                           | ハヤブサフィルム                 | TOKYO MXほか   | 全12話 |
| 10月4日 - 12月20日       | ひとりぼっちの異世界攻略                                         | ハヤブサフィルム、パッショーネ   | TOKYO MXほか   | 全12話 |
| 10月4日 - 12月20日       | 百姓貴族 2nd Season                                              | Pie in the sky                   | TOKYO MXほか   | 全12話 |
| 10月4日 - 12月20日       | メカウデ                                                         | TriFスタジオ                     | TOKYO MXほか   | 全12話 |
| 10月4日 - 2025年3月21日  | るろうに剣心 -明治剣客浪漫譚-（第2作 京都動乱）                  | ライデンフィルム                 | CX             | 全23話 |
| 10月5日 - 12月21日       | アイドルマスター シャイニーカラーズ（2nd season）                | ポリゴン・ピクチュアズ           | TX             | 全12話 |
| 10月5日 - 2025年1月4日   | オーイ! とんぼ（第2期）                                          | OLM Division 2                   | TX             | 全13話 |
| 10月5日 - 12月21日       | 科学×冒険サバイバル!                                             | ぎゃろっぷ                       | NHK            | 全14話 |
| 10月5日 - 12月31日       | クマーバ シーズン2                                               | Kumarba                          | TX             | 全12話 |
| 10月5日 - 12月21日       | 合コンに行ったら女がいなかった話                                 | 葦プロダクション                 | TOKYO MXほか   | 全12話 |
| 10月5日 - 12月21日       | SHIBUYA♡HACHI（第2クール）                                       | 日本アニメーション               | TX             | 全12話 |
| 10月5日 - 12月21日       | ソードアート・オンライン オルタナティブ ガンゲイル・オンラインⅡ  | A-1 Pictures                     | TOKYO MXほか   | 全12話 |
| 10月5日 - 2025年3月7日   | ダンジョンに出会いを求めるのは間違っているだろうかV 豊穣の女神篇 | J.C.STAFF                        | TOKYO MXほか   | 全15話 |
| 10月5日 - 2025年3月15日  | チ。-地球の運動について-                                         | マッドハウス                     | NHK総合        | 全25話 |
| 10月5日 - 2025年4月5日   | 凍牌〜裏レート麻雀闘牌録〜                                       | イーストフィッシュスタジオ       | MBS            | 全25話 |
| 10月5日 - 12月28日       | BLEACH 千年血戦篇-相剋譚-                                        | PIERROT FILMS                    | TX             | 全14話 |
| 10月5日 - 12月21日       | 魔王様、リトライ!R                                               | 月虹                             | TOKYO MX       | 全12話 |
| 10月5日 - 12月21日       | 魔法使いになれなかった女の子の話                                 | J.C.STAFF                        | MBS            | 全12話 |
| 10月6日 - 12月22日       | 青の祓魔師 雪ノ果篇                                              | スタジオヴォルン                 | TOKYO MXほか   | 全12話 |
| 10月6日 - 12月22日       | 君は冥土様。                                                     | FelixFilm                        | EX             | 全12話 |
| 10月6日 - 12月22日       | 妻、小学生になる。                                               | スタジオ サインポスト            | TOKYO MXほか   | 全12話 |
| 10月6日 - 12月29日       | 七つの大罪 黙示録の四騎士（第2期）                               | テレコム・アニメーションフィルム | TBS            | 全12話 |
| 10月6日 - 12月22日       | パーティーから追放されたその治癒師、実は最強につき               | スタジオエル                     | ABC            | 全12話 |
| 10月6日 - 12月23日       | ぷにるはかわいいスライム（第1期）                                | TOHO animation STUDIO            | TX             | 全12話 |
| 10月6日 - 2025年3月30日  | ぷにるんず ぷに2                                                 | OLM Digital                      | TX             | 全25話 |
| 10月6日 - 12月28日       | ブルーロック VS. U-20 JAPAN                                      | エイトビット                     | EX             | 全14話 |
| 10月6日 - 12月22日       | 村井の恋                                                         | J.C.STAFF                        | TOKYO MXほか   | 全12話 |
| 10月6日 - 12月22日       | ラブライブ!スーパースター!!（第3期）                             | サンライズ                       | NHK Eテレ      | 全12話 |
| 10月6日 - 12月22日       | らんま1/2（第2作 第1期）                                         | MAPPA                            | NTV            | 全12話 |
| 10月7日 - 12月23日       | MFゴースト（2nd Season）                                         | FelixFilm                        | TOKYO MXほか   | 全12話 |
| 10月7日 - 12月9日        | 大正偽りブラヰダル～身代わり花嫁と軍服の猛愛                     | studio HōKIBOSHI                 | TOKYO MX       | 全8話  |
| 10月7日 - 12月30日       | 鴨乃橋ロンの禁断推理（2nd Season）                               | ディオメディア                   | TOKYO MXほか   | 全13話 |
| 10月7日 - 12月23日       | 最凶の支援職【話術士】である俺は世界最強クランを従える           | FelixFilm、画狂                  | TOKYO MXほか   | 全12話 |
| 10月7日 -                | ねこに転生したおじさん                                           | スタジオエイトカラーズ           | CX             |        |
| 10月7日 -                | ハイガクラ                                                       | 颱風グラフィックス               | TOKYO MX       |        |
| 10月7日 - 12月23日       | 来世は他人がいい                                                 | スタジオディーン                 | TOKYO MX       | 全12話 |
| 10月8日 - 12月24日       | 精霊幻想記2                                                      | トムス・エンタテインメント       | TX             | 全12話 |
| 10月8日 - 12月24日       | 夏目友人帳 漆                                                    | 朱夏                             | TX             | 全12話 |
| 10月8日 - 10月29日       | 放課後少年花子くん（続編）                                       | Lerche、スタジオ雲雀             | TBS            | 全4話  |
| 10月8日 - 2025年3月25日  | 妖怪学校の先生はじめました!                                      | サテライト                       | TOKYO MXほか   | 全24話 |
| 10月9日 -                | ぽちゃーズ                                                       | DLE                              | CX             |        |
| 10月9日 - 12月25日       | やり直し令嬢は竜帝陛下を攻略中                                   | J.C.STAFF                        | AT-Xほか       | 全12話 |
| 10月10日 -               | 殿と犬                                                           | OLM、Live2D Creative Studio      | TOKYO MX       |        |
| 10月10日 - 12月26日      | 星降る王国のニナ                                                 | シグナル・エムディ               | TOKYO MX       | 全12話 |
| 10月11日 - 12月27日      | さようなら竜生、こんにちは人生                                   | SynergySP、ベガエンタテイメント  | TBS            | 全12話 |
| 10月11日 - 2025年2月28日 | ドラゴンボールDAIMA                                              | 東映アニメーション               | CX             | 全20話 |
| 10月13日 - 2025年3月30日 | シャングリラ・フロンティア（2nd season）                         | C2C                              | MBS            | 全25話 |
| 10月13日 - 12月29日      | 魔王2099                                                         | J.C.STAFF                        | TOKYO MXほか   | 全12話 |
| 10月14日 - 2025年2月17日 | ありふれた職業で世界最強 season 3                                | asread.                          | AT-Xほか       | 全16話 |
| 10月19日 - 2025年3月29日 | 青のミブロ（第一期）                                             | MAHO FILM                        | YTV            | 全24話 |
| 11月3日 - 2025年2月2日   | アサティール2 未来の昔ばなし                                     | 東映アニメーション               | TX             | 全13話 |
| 11月6日 -                | お買いものパンダ！                                               | シンエイ動画                     | TOKYO MX       |        |
| 11月14日 - 12月25日      | マーダーミステリー・オブ・ザ・デッド                             | ABCアニメーション、バルス        | TOKYO MXほか   | 全6話  |
| 12月24日                 | 五等分の花嫁＊                                                   | バイブリーアニメーションスタジオ | TBSほか        | 全2話  |

1. ↑  11月7日は特別番組を放送。